# Германия на летних Олимпийских играх 2012
Германия на летних Олимпийских играх 2012 была представлена 401 спортсменом в 23 видах спорта.

## Награды

### Золото
| Золото | |                                                                    |
| №      | Спортсмены | Вид спорта (дисциплина)                                            |
| 1      | Петер Томсен Дирк Шраде Сандра Ауффарт Михаэль Юнг Ингрид Климке | Конный спорт (командное троеборье)                                 |
| 2      | Михаэль Юнг | Конный спорт (личное троеборье)                                    |
| 3      | Филип Адамски Кристоф Вильке Мартин Зауэр Эрик Йоханнесен Андреас Куффнер Флориан Менниген Лукас Мюллер Максимилиан Райнельт Рихард Шмидт | Академическая гребля (мужчины, восьмёрки)                          |
| 4      | Кристина Фогель Мириам Вельте | Велоспорт (женщины, командный спринт)                              |
| 5      | Филипп Венде Тим Громан Лауриц Шоф Карл Шульце | Академическая гребля (мужчины, парные четвёрки)                    |
| 6      | Роберт Хартинг | Лёгкая атлетика (мужчины, метание диска)                           |
| 7      | Себастьян Брендель | Гребля на байдарках и каноэ (мужчины, каноэ-одиночки, 1000 метров) |
| 8      | Петер Кречмер Курт Кушела | Гребля на байдарках и каноэ (мужчины, каноэ-двойки, 1000 метров)   |
| 9      | Франциска Вебер Тина Дитце | Гребля на байдарках и каноэ (женщины, байдарки-двойки, 500 метров) |
| 10     | Юлиус Бринк Йонас Рекерман | Пляжный волейбол (мужчины)                                         |
| 11     | Макс Вайнхольд, Беньямин Вес, Тимо Вес, Маттиас Виттхаус, Оскар Декке, Оливер Корн, Максимилиан Мюллер, Ян-Филипп Рабенте, Тило Стральковски, Кристофер Уэсли, Флориан Фукс, Мориц Фюрсте, Тобиас Хауке, Мартин Хенер, Кристофер Целлер, Филипп Целлер | Хоккей на траве (мужчины)                                          |

### Серебро
| Серебро |                                                                     |                                                          |
| №       | Спортсмены                                                          | Вид спорта (дисциплина)                                  |
| 1       | Бритта Хайдеман                                                     | Фехтование (женщины, шпага)                              |
| 2       | Сидерис Тасиадис                                                    | Гребля на байдарках и каноэ (мужчины, слалом, К-1)       |
| 3       | Оле Бишоф                                                           | Дзюдо (мужчины, до 81 кг)                                |
| 4       | Карина Бер Бритта Оппельт Юлия Рихтер Аннекатрин Тиле               | Академическая гребля (женщины, парные четвёрки)          |
| 5       | Юдит Арндт                                                          | Велоспорт (женщины, раздельная шоссейная гонка)          |
| 6       | Тони Мартин                                                         | Велоспорт (мужчины, раздельная шоссейная гонка)          |
| 7       | Керстин Тиле                                                        | Дзюдо (женщины, до 70 кг)                                |
| 8       | Марсель Нгуен                                                       | Спортивная гимнастика (мужчины, абсолютное первенство)   |
| 9       | Давид Шторль                                                        | Лёгкая атлетика (мужчины, толкание ядра)                 |
| 10      | Лилли Шварцкопф                                                     | Лёгкая атлетика (женщины, семиборье)                     |
| 11      | Марсель Нгуен                                                       | Спортивная гимнастика (мужчины, параллельные брусья)     |
| 12      | Фабиан Хамбюхен                                                     | Спортивная гимнастика (мужчины, перекладина)             |
| 13      | Доротея Шнайдер Кристина Шпрее Хелен Лангеханенберг                 | Конный спорт (командная выездка)                         |
| 14      | Максимилиан Леви                                                    | Велоспорт (мужчины, кейрин)                              |
| 15      | Катрин Вагнер-Аугустин Франциска Вебер Тина Дитце Каролин Леонхардт | Гребля на байдарках и каноэ (женщины, байдарки-четвёрки) |
| 16      | Кристина Обергфёлль                                                 | Лёгкая атлетика (женщины, метание копья)                 |
| 17      | Томас Лурц                                                          | Плавание (мужчины, 10 километров в открытой воде)        |
| 18      | Бьёрн Отто                                                          | Лёгкая атлетика (мужчины, прыжки с шестом)               |
| 19      | Сабина Шпитц                                                        | Велоспорт (женщины, маунтинбайк)                         |

### Бронза
| Бронза |                                                                 |                                                                       |
| 1      | Сандра Ауффарт                                                  | Конный спорт (личное троеборье)                                       |
| 2      | Ханнес Айгнер                                                   | Гребной слалом (мужчины, байдарки-одиночки)                           |
| 3      | Дмитрий Овчаров                                                 | Настольный теннис (мужчины)                                           |
| 4      | Дмитрий Петерс                                                  | Дзюдо (мужчины, до 100 кг)                                            |
| 5      | Рене Эндерс Роберт Фёрстеман Максимилиан Леви                   | Велоспорт (мужчины, командный спринт)                                 |
| 6      | Андреас Тёльцер                                                 | Дзюдо (мужчины, свыше 100 кг)                                         |
| 7      | Петер Йоппих Себастьян Бахман Беньямин Клайбринк Андре Вессельс | Фехтование (мужчины, рапира среди команд)                             |
| 8      | Макс Хофф                                                       | Гребля на байдарках и каноэ (мужчины, байдарки-одиночки, 1000 метров) |
| 9      | Мартин Холльштайн Андреас Иле                                   | Гребля на байдарках и каноэ (мужчины, байдарки-двойки, 1000 метров)   |
| 10     | Тимо Болль Дмитрий Овчаров Бастиан Штегер                       | Настольный теннис (мужчины, командный разряд)                         |
| 11     | Линда Шталь                                                     | Лёгкая атлетика (женщины, метание копья)                              |
| 12     | Бетти Хайдлер                                                   | Лёгкая атлетика (женщины, метание молота)                             |
| 13     | Рафаэль Хольцдеппе                                              | Лёгкая атлетика (мужчины, прыжки с шестом)                            |
| 14     | Хелена Фромм                                                    | Тхэквондо (женщины, до 67 кг)                                         |

## Состав и результаты олимпийской сборной Германии

### Академическая гребля
В следующий раунд из каждого заезда проходили несколько лучших экипажей (в зависимости от дисциплины). В утешительный заезд попадали спортсмены, выбывшие в предварительном раунде. В финал A выходили 6 сильнейших экипажей, остальные разыгрывали места в утешительных финалах B-F.
Мужчины
Главной надеждой немецкой сборной в академической гребле являлся экипаж мужской восьмёрки, которые на момент Игр трижды подряд, в период с 2009 по 2011 год, становились чемпионами мира в данной дисциплине. Прогнозы специалистов оправдались и немецкая восьмёрка одержала победу, опередив соперников из Канады более, чем на секунду.

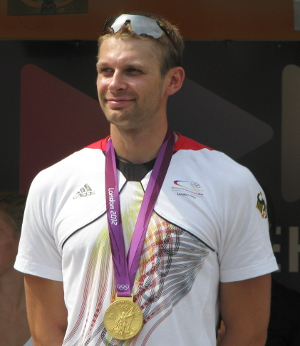
Чемпион Олимпийских игр в составе экипажа-восьмёрки Филип Адамски

| Соревнование              | Спортсмены | Предварительный заезд | Предварительный заезд | Предварительный заезд | Отборочный заезд | Отборочный заезд | Отборочный заезд | Четвертьфинал | Четвертьфинал | Четвертьфинал | Полуфинал     | Полуфинал     | Полуфинал     | Финал   | Финал   | Итоговое место |
| Соревнование              | Спортсмены | Заезд                 | Время                 | Место                 | Заезд            | Время            | Место            | Заезд         | Время         | Место         | Заезд         | Время         | Место         | Время   | Место   | Итоговое место |
| ------------------------- | --- | --------------------- | --------------------- | --------------------- | ---------------- | ---------------- | ---------------- | ------------- | ------------- | ------------- | ------------- | ------------- | ------------- | ------- | ------- | -------------- |
| одиночки                  | Марсель Хаккер | 2                     | 6:43,80               | 1 Q                   | не участвовал    | не участвовал    | не участвовал    | 2             | 6:54,18       | 2 Q           | Полуфинал A/B | Полуфинал A/B | Полуфинал A/B | Финал A | Финал A | 6              |
| одиночки                  | Марсель Хаккер | 2                     | 6:43,80               | 1 Q                   | не участвовал    | не участвовал    | не участвовал    | 2             | 6:54,18       | 2 Q           | 1             | 7:22,07       | 3 Q           | 7:10,21 | 6       | 6              |
| двойки                    | Антон Браун Феликс Драхотта | 3                     | 6:30,42               | 4                     | 1                | 6:22,76          | 1 Q              | не проводится | не проводится | не проводится | 1             | 7:02,16       | 5             | Финал B | Финал B | 7              |
| двойки                    | Антон Браун Феликс Драхотта | 3                     | 6:30,42               | 4                     | 1                | 6:22,76          | 1 Q              | не проводится | не проводится | не проводится | 1             | 7:02,16       | 5             | 6:49,93 | 1       | 7              |
| двойки парные             | Эрик Книттель Штефан Крюгер | 1                     | 6:17,74               | 1 Q                   | не участвовали   | не участвовали   | не участвовали   | не проводится | не проводится | не проводится | 1             | 6:22,54       | 4             | Финал B | Финал B | 9              |
| двойки парные             | Эрик Книттель Штефан Крюгер | 1                     | 6:17,74               | 1 Q                   | не участвовали   | не участвовали   | не участвовали   | не проводится | не проводится | не проводится | 1             | 6:22,54       | 4             | 6:23,36 | 3       | 9              |
| Парные двойки, лёгкий вес | Линус Лихтшлаг Ларс Хартиг |                       | 6:49,44               | 2 (Q)                 | не участвовали   | не участвовали   | не участвовали   |               |               |               | Полуфинал A/B | Полуфинал A/B | Полуфинал A/B | Финал A | Финал A | 6              |
| Парные двойки, лёгкий вес | Линус Лихтшлаг Ларс Хартиг |                       | 6:49,44               | 2 (Q)                 | не участвовали   | не участвовали   | не участвовали   | 6:37,44       | 3 (Q)         | 6:49,07       | 6             |               |               |         |         | 6              |
| Четвёрки                  | Тони Зайферт Урс Койфер Грегор Хауффе Себастьян Шмидт                                                                                     |                       | 5:49,84               | 2 (Q)                 | не участвовали   | не участвовали   | не участвовали   |               |               |               |               | 6:04,61       | 3 (Q)         | Финал A | Финал A | 6              |
| Четвёрки                  | Тони Зайферт Урс Койфер Грегор Хауффе Себастьян Шмидт                                                                                     | 6:16,37               | 5:49,84               | 2 (Q)                 | не участвовали   | не участвовали   | не участвовали   | 6             |               |               |               | 6:04,61       | 3 (Q)         |         |         | 6              |
| Парные четвёрки           | Филипп Венде Тим Громан Лауриц Шоф Карл Шульце                                                                                            |                       | 5:39,69               | 1 (Q)                 | не участвовали   | не участвовали   | не участвовали   |               |               |               |               | 6:05,85       | 1 (Q)         | Финал A | Финал A | 1              |
| Парные четвёрки           | Филипп Венде Тим Громан Лауриц Шоф Карл Шульце                                                                                            | 5:42,48               | 5:39,69               | 1 (Q)                 | не участвовали   | не участвовали   | не участвовали   | 1             |               |               |               | 6:05,85       | 1 (Q)         |         |         | 1              |
| Четвёрки, лёгкий вес      | Ларс Вихерт Бастиан Зайбт Йохен Кюнер Мартин Кюнер                                                                                        |                       | 5:52,05               | 3 (Q)                 | не участвовали   | не участвовали   | не участвовали   |               |               |               |               | 6:02,10       | 4             | Финал B | Финал B | 9              |
| Четвёрки, лёгкий вес      | Ларс Вихерт Бастиан Зайбт Йохен Кюнер Мартин Кюнер                                                                                        | 6:10,07               | 5:52,05               | 3 (Q)                 | не участвовали   | не участвовали   | не участвовали   | 3             |               |               |               | 6:02,10       | 4             |         |         | 9              |
| Восьмёрки                 | Филип Адамски Кристоф Вильке Мартин Зауэр Эрик Йоханнесен Андреас Куффнер Флориан Менниген Лукас Мюллер Максимилиан Райнельт Рихард Шмидт |                       | 5:25,52               | 1 (Q)                 | не участвовали   | не участвовали   | не участвовали   |               |               |               |               |               |               | Финал A | Финал A | 1              |
| Восьмёрки                 | Филип Адамски Кристоф Вильке Мартин Зауэр Эрик Йоханнесен Андреас Куффнер Флориан Менниген Лукас Мюллер Максимилиан Райнельт Рихард Шмидт | 5:48,75               | 5:25,52               | 1 (Q)                 | не участвовали   | не участвовали   | не участвовали   | 1             |               |               |               |               |               |         |         | 1              |

Женщины
2 августа, уже после завершения соревнований в женской восьмёрке, расположение немецкой сборной неожиданно покинула участница этого экипажа Надя Дригалла. Генеральный директор Немецкого олимпийского спортивного союза (НОСС) Михаэль Феспер объяснил, что спортсменка пошла на этот шаг добровольно. Причинами такого решения спортсменки, по словам Феспера, стала её связь с Михаэлем Фишером, который участвовал в муниципальных выборах от ультраправой Национал-демократической партии Германии (НДПГ).

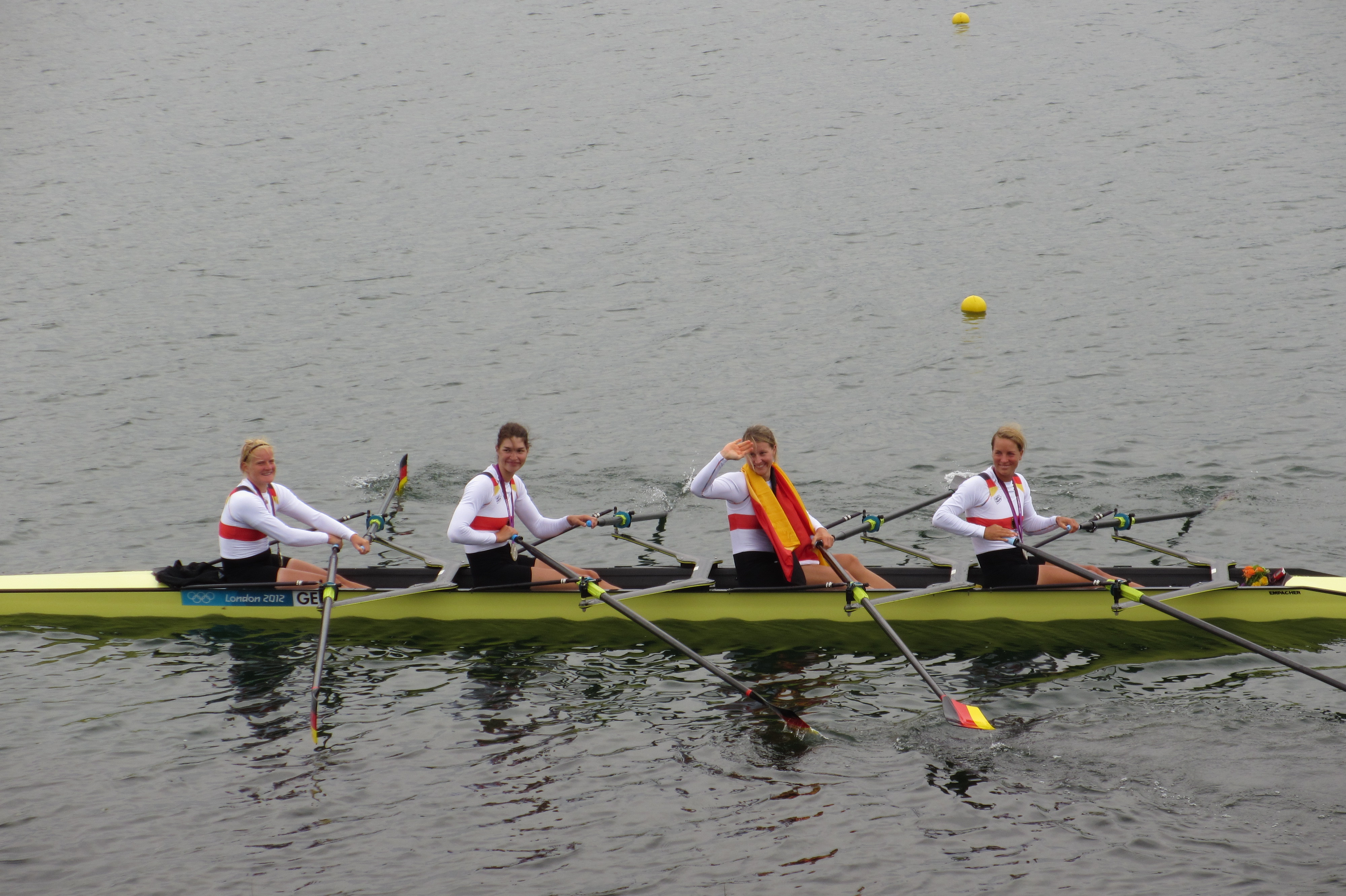
Серебряные медалистки Олимпийских игр в соревнованиях парных четвёрок

| Соревнование              | Спортсмены | Отборочная гонка | Отборочная гонка | Утешительный заезд | Утешительный заезд | Четвертьфинал | Четвертьфинал | Полуфинал     | Полуфинал     | Финал                 | Финал                 | Итоговое место |
| Соревнование              | Спортсмены | Время            | Место            | Время              | Место              | Время         | Место         | Время         | Место         | Время                 | Место                 | Итоговое место |
| ------------------------- | --- | ---------------- | ---------------- | ------------------ | ------------------ | ------------- | ------------- | ------------- | ------------- | --------------------- | --------------------- | -------------- |
| Одиночки                  | Мари-Луизе Дрегер | 7:44,23          | 3 (Q)            | не участвовала     | не участвовала     | 7:52,17       | 3 (Q)         | Полуфинал A/B | Полуфинал A/B | Финал B               | Финал B               | 11             |
| Одиночки                  | Мари-Луизе Дрегер | 7:44,23          | 3 (Q)            | не участвовала     | не участвовала     | 7:52,17       | 3 (Q)         | 8:01,05       | 6             | 8:11,71               | 5                     | 11             |
| Двойки                    | Марлен Зинниг Керстин Хартман                                                                                                 | 7:10,28          | 4                | 7:10,42            | 2 (Q)              |               |               |               |               | Финал A               | Финал A               | 6              |
| Двойки                    | Марлен Зинниг Керстин Хартман                                                                                                 | 7:10,28          | 4                | 7:10,42            | 2 (Q)              | 7:42,06       | 6             |               |               |                       |                       | 6              |
| Парные двойки             | Тина Манкер Штефани Шиллер | 7:08,36          | 4                | 7:18,37            | 4                  |               |               |               |               | Финал B               | Финал B               | 9              |
| Парные двойки             | Тина Манкер Штефани Шиллер | 7:08,36          | 4                | 7:18,37            | 4                  | 7:33,32       | 3             |               |               |                       |                       | 9              |
| Парные двойки, лёгкий вес | Лена Мюллер Аня Носке | 7:19,24          | 2 (Q)            | не участвовали     | не участвовали     |               |               | 7:10,16       | 3 (Q)         | Финал A               | Финал A               | 6              |
| Парные двойки, лёгкий вес | Лена Мюллер Аня Носке | 7:19,24          | 2 (Q)            | не участвовали     | не участвовали     | 7:22,18       | 6             | 7:10,16       | 3 (Q)         |                       |                       | 6              |
| Парные четвёрки           | Карина Бер Бритта Оппельт Юлия Рихтер Аннекатрин Тиле                                                                         | 6:13,62          | 1 (Q)            | не участвовали     | не участвовали     |               |               |               |               | Финал A               | Финал A               | 2              |
| Парные четвёрки           | Карина Бер Бритта Оппельт Юлия Рихтер Аннекатрин Тиле                                                                         | 6:13,62          | 1 (Q)            | не участвовали     | не участвовали     | 6:38,09       | 2             |               |               |                       |                       | 2              |
| Восьмёрки                 | Надя Дригалла Ульрике Зенневальд Констанце Зиринг Юлия Лепке Катрин Маршан Катрин Тим Лаура Швенсен Даниэла Шульце Роня Шютте | 6:34,32          | 4                | 6:27,69            | 5                  |               |               |               |               | Завершили выступление | Завершили выступление | 7              |

### Бадминтон
Спортсменов — 6
Впервые в истории летних Олимпийских игр соревнования в бадминтоне был введён групповой этап. До этого соревнования всегда проводились по системе на выбывание. В одиночных разрядах спортсмены были разбиты на 16 групп из которых в следующий раунд выходило по 1 спортсмену, а в парных разрядах спортсмены были разбиты на 4 группы и из каждой в следующий раунд проходило по 2 пары.
Мужчины
В одиночном турнире сборную Германии представлял Марк Цвиблер, который перед началом игр занимал 18-е место в мировом рейтинге, а также являлся действующим чемпионом Европы. На групповом этапе немецкий бадминтонист уверенно разобрался с представителем Мальдив, а также в трёх партиях победил украинца Дмитрия Завадского. В 1/8 финала соперником Цвиблера стал бронзовый призёр прошлых игр и 4-й номер мирового рейтинга китаец Чэнь Цзинь. Матч получился очень упорным и Цвиблеру удалось даже выиграть первую партию, но затем сказалось мастерство Чэня, который уверенно выиграл два оставшихся сета и вышел в 1/4 финала.
В парном разряде немецкий дуэт Киндерфатер — Шёттлер не смогли пробиться в 1/4 финала, заняв в своей группе 3-е место, пропустив вперёд будущих чемпионов китайскую пару Фу Хайфэн/Цай Юнь, а также очень сильный дуэт из Тайваня Ли Шэнму/Фан Цземинь.
| Соревнование     | Спортсмены                        | Групповой этап                            | Групповой этап                                   | Групповой этап                               | Место | 1/8 финала                               | 1/4 финала            | 1/2 финала            | Финал                 | Итоговое место |
| Соревнование     | Спортсмены                        | 1 матч                                    | 2 матч                                           | 3 матч                                       | Место | 1/8 финала                               | 1/4 финала            | 1/2 финала            | Финал                 | Итоговое место |
| Соревнование     | Спортсмены                        | Соперник Счёт                             | Соперник Счёт                                    | Соперник Счёт                                | Место | Соперник Счёт                            | Соперник Счёт         | Соперник Счёт         | Соперник Счёт         | Итоговое место |
| ---------------- | --------------------------------- | ----------------------------------------- | ------------------------------------------------ | -------------------------------------------- | ----- | ---------------------------------------- | --------------------- | --------------------- | --------------------- | -------------- |
| Одиночный разряд | Марк Цвиблер                      | Группа K                                  | Группа K                                         | Группа K                                     | 1 (Q) | Чэнь Цзинь (CHN) пор. 21:19, 12:21, 9:21 | Завершил выступление  | Завершил выступление  | Завершил выступление  | 9              |
| Одиночный разряд | Марк Цвиблер                      | Мохамед Ажфан Рашид (MDV) поб. 21:9, 21:6 | Дмитрий Завадский (UKR) поб. 17:21, 21:10, 21:16 |                                              | 1 (Q) | Чэнь Цзинь (CHN) пор. 21:19, 12:21, 9:21 | Завершил выступление  | Завершил выступление  | Завершил выступление  | 9              |
| Парный разряд    | Инго Киндерфатер Йоханнес Шёттлер | Группа A                                  | Группа A                                         | Группа A                                     | 3     |                                          | Завершили выступление | Завершили выступление | Завершили выступление | 9              |
| Парный разряд    | Инго Киндерфатер Йоханнес Шёттлер | Фу Хайфэн Цай Юнь (CHN) пор. 20:22, 16:21 | Ли Шэнму Фан Цземинь (TPE) пор. 15:21, 16:21     | Росс Смит Гленн Уэрф (AUS) поб. 21:13, 21:14 | 3     |                                          | Завершили выступление | Завершили выступление | Завершили выступление | 9              |

Женщины
Германию в одиночном разряде у женщин представляла Юлиана Шенк, посеянная на турнире под 6-м номером. Немецкая бадминтонистка подошла к олимпийским соревнованиям в очень хорошей форме. В июне Шенк победила на супертурнире, став первой европейской спортсменкой, которая смогла за последние два года выиграть какой-либо из турниров в рамках Суперсерии. Этот успех позволил многим специалистам считать Шенк одной из претенденток на олимпийские медали. В своей группе на предварительном раунде Шенк уверенно заняла первое место, не позволив соперницам выиграть ни одной партии. В 1/8 финала немецкой спортсменке противостояла бадминтонистка из Таиланда Рантчанок Интханон. В упорном поединке Шенк уступила 16:21, 15:21 и выбыла из дальнейшей борьбы.
| Соревнование     | Спортсмены  | Групповой этап                       | Групповой этап                             | Групповой этап | Место | 1/8 финала                                 | 1/4 финала            | 1/2 финала            | Финал                 | Итоговое место |
| Соревнование     | Спортсмены  | 1 матч                               | 2 матч                                     | 3 матч         | Место | 1/8 финала                                 | 1/4 финала            | 1/2 финала            | Финал                 | Итоговое место |
| Соревнование     | Спортсмены  | Соперник Счёт                        | Соперник Счёт                              | Соперник Счёт  | Место | Соперник Счёт                              | Соперник Счёт         | Соперник Счёт         | Соперник Счёт         | Итоговое место |
| ---------------- | ----------- | ------------------------------------ | ------------------------------------------ | -------------- | ----- | ------------------------------------------ | --------------------- | --------------------- | --------------------- | -------------- |
| Одиночный разряд | Юлиана Шенк | Группа N                             | Группа N                                   | Группа N       | 1 (Q) | Рантчанок Интханон (THA) пор. 16:21, 15:21 | Завершила выступление | Завершила выступление | Завершила выступление | 9              |
| Одиночный разряд | Юлиана Шенк | Лариса Грига (UKR) поб. 21:12, 21:14 | Кристина Гавнгольт (CZE) поб. 21:18, 21:14 |                | 1 (Q) | Рантчанок Интханон (THA) пор. 16:21, 15:21 | Завершила выступление | Завершила выступление | Завершила выступление | 9              |

Микст
В смешанном разряде сборную Германию представляли Михаэль Фукс и Биргит Михельс. Групповой этап для немецкой пары сложился очень тяжело. В первом же туре они потерпели разгромное поражение от будущих чемпионов игр китайской пары Чжан Нань/Чжао Юньлэй, но в следующих двух матчах Фукс и Михельс в очень упорных трёхсетовых поединках смогли сломить сопротивление пар из России и Великобритании и пробились в 1/4 финала. В четвертьфинале соперниками немецкой пары стали индонезийцы Тонтови Ахмад и Лильяна Натсир. Особой борьбы в матче не получилось и более титулованные азиатские спортсмены уверенно одержали победу со счётом 21:15, 21:9.
| Соревнование     | Спортсмены                  | Групповой этап                              | Групповой этап                                                       | Групповой этап                                           | Место | 1/8 финала    | 1/4 финала                                          | 1/2 финала            | Финал                 | Итоговое место |
| Соревнование     | Спортсмены                  | 1 матч                                      | 2 матч                                                               | 3 матч                                                   | Место | 1/8 финала    | 1/4 финала                                          | 1/2 финала            | Финал                 | Итоговое место |
| Соревнование     | Спортсмены                  | Соперник Счёт                               | Соперник Счёт                                                        | Соперник Счёт                                            | Место | Соперник Счёт | Соперник Счёт                                       | Соперник Счёт         | Соперник Счёт         | Итоговое место |
| ---------------- | --------------------------- | ------------------------------------------- | -------------------------------------------------------------------- | -------------------------------------------------------- | ----- | ------------- | --------------------------------------------------- | --------------------- | --------------------- | -------------- |
| Смешанный разряд | Михаэль Фукс Биргит Михельс | Группа A                                    | Группа A                                                             | Группа A                                                 | 2 (Q) |               | Тонтови Ахмад Лильяна Натсир (INA) пор. 15:21, 9:21 | Завершили выступление | Завершили выступление | 5              |
| Смешанный разряд | Михаэль Фукс Биргит Михельс | Чжан Нань Чжао Юньлэй (CHN) пор. 6:21, 7:21 | Александр Николаенко Валерия Сорокина (RUS) поб. 21:18, 12:21, 21:19 | Крис Эдкок Имоджен Банкир (GBR) поб. 11:21, 21:17, 21:14 | 2 (Q) |               | Тонтови Ахмад Лильяна Натсир (INA) пор. 15:21, 9:21 | Завершили выступление | Завершили выступление | 5              |

### Бокс
Спортсменов — 4
Впервые в программе олимпийского боксёрского турнира был включён женский бокс. Соревнования в 10 категориях у мужчин и в 3 у женщин прошли по одной схеме. Турнир проходил по олимпийской системе с выбыванием. Участники, проигравшие в полуфинальном раунде, становились обладателями бронзовых медалей. Каждая страна могла быть представлена в категории только одним спортсменом.
Мужчины
Как и на двух предыдущих играх сборная Германии в боксе была представлена 4 спортсменами. Главной надеждой сборной являлся 25-летний тяжеловес Эрик Пфайфер, который год назад, стал обладателем бронзовой медали чемпионата мира в Баку. Однако на олимпийском турнире Пфайфер не смог стать обладателем медали, уступив по всем статьям в 1/8 финала второму обладателю бронзовой награды прошедшего мирового первенства казахстанцу Ивану Дычко. Ближе всех из немецких спортсменов к завоеванию медали был Штефан Хертель, выступавший в категории до 75 кг. Немецкий боксёр уверенно победил в первых двух поединках, но в четвертьфинале он ничего не смог противопоставить хозяину соревнований Энтони Огого 10:15 и занял итоговое 5-е место.
| Соревнование | Спортсмены      | Первый раунд                 | Второй раунд                      | Четвертьфинал              | Полуфинал            | Финал                | Место |
| Соревнование | Спортсмены      | Соперник Результат           | Соперник Результат                | Соперник Результат         | Соперник Результат   | Соперник Результат   | Место |
| ------------ | --------------- | ---------------------------- | --------------------------------- | -------------------------- | -------------------- | -------------------- | ----- |
| до 69 кг     | Патрик Войцицки | Алексис Вастен (FRA) П 12-16 | Завершил выступление              | Завершил выступление       | Завершил выступление | Завершил выступление | 17    |
| до 75 кг     | Штефан Хертель  | Энрике Кольясо (PUR) В 18-10 | Даррен О’Нил (IRL) В 19-12        | Энтони Огого (GBR) П 10-15 | Завершил выступление | Завершил выступление | 5     |
| до 81 кг     | Энрико Кёллинг  | Кристиан Донфак (CMR) В 15-6 | Абдельхафид Беншабла (ALG) П 9-12 | Завершил выступление       | Завершил выступление | Завершил выступление | 9     |
| свыше 91 кг  | Эрик Пфайфер    |                              | Иван Дычко (KAZ) П 4-14           | Завершил выступление       | Завершил выступление | Завершил выступление | 9     |

### Борьба
Спортсменов — 4
В соревнованиях по борьбе, как и на предыдущих двух играх, разыгрывалось 18 комплектов наград. По 7 у мужчин в вольной и греко-римской борьбе и 4 у женщин в вольной борьбе. Турнир проходил по олимпийской системе с выбыванием. В утешительный раунд попадали участники, проигравшие в своих поединках будущим финалистам соревнований. Каждый поединок состоит из трёх раундов по 2 минуты, победителем становится спортсмен, выигравший два раунда. По окончании схватки, в зависимости от результатов в каждом из трёх возможных раундов спортсменам начисляются классификационные очки.
Мужчины
Вольная борьба
В соревнованиях вольников немецкую сборную представили два спортсмена: Тим Шлайхер и Ник Матюхин. Оба спортсмена являлись дебютантами Олимпийских игр и оба показали примерно одинаковые результаты. И Шлайхер, и Матюхин в своих первых поединках уступили будущим финалистам игр, а затем проиграли и свои первые поединки в утешительном турнире.
| Соревнование | Спортсмены  | Первый раунд       | 1/8 финала                    | Четвертьфинал       | Полуфинал                    | Финал                | Место |
| Соревнование | Спортсмены  | Соперник Результат | Соперник Результат            | Соперник Результат  | Соперник Результат           | Соперник Результат   | Место |
| ------------ | ----------- | ------------------ | ----------------------------- | ------------------- | ---------------------------- | -------------------- | ----- |
| до 60 кг     | Тим Шлайхер | не участвовал      | Тогрул Аскеров (AZE) пор. 1:3 | Утешительный турнир | Утешительный турнир          | Утешительный турнир  | 10    |
| до 60 кг     | Тим Шлайхер | не участвовал      | Тогрул Аскеров (AZE) пор. 1:3 | не участвовал       | Кэнити Юмото (JPN) пор. 1:3  | Завершил выступление | 10    |
| до 120 кг    | Ник Матюхин | не участвовал      | Артур Таймазов (UZB) пор. 0:3 | Утешительный турнир | Утешительный турнир          | Утешительный турнир  | 17    |
| до 120 кг    | Ник Матюхин | не участвовал      | Артур Таймазов (UZB) пор. 0:3 |                     | Комейл Гасеми (IRI) пор. 0:3 | Завершил выступление | 17    |

Греко-римская борьба
В Греко-римской борьбе Германию представлял всего лишь один спортсмен, но тем не менее именно он из всех немецких борцов был наиболее близок к завоеванию награды. Франк Штеблер приехал на Игры в ранге чемпиона Европы, что позволяло ему рассчитывать на высокий результат на этих Играх. Однако уже в первой схватке Штеблер уступил венгру Тамашу Лёринцу и выбыл в утешительный турнир. В турнире за бронзовую медаль Франк сначала уверенно победил американца Джастина Лестера, но в решающем поединке уступил двукратному призёру мировых первенств грузину Манучару Цхадая и занял только 5-е место.
| Соревнование | Спортсмены    | Первый раунд       | 1/8 финала                  | Четвертьфинал       | Полуфинал                     | Финал                         | Место |
| Соревнование | Спортсмены    | Соперник Результат | Соперник Результат          | Соперник Результат  | Соперник Результат            | Соперник Результат            | Место |
| ------------ | ------------- | ------------------ | --------------------------- | ------------------- | ----------------------------- | ----------------------------- | ----- |
| до 66 кг     | Франк Штеблер | не участвовал      | Тамаш Лёринц (HUN) пор. 1:3 | Утешительный турнир | Утешительный турнир           | Утешительный турнир           | 5     |
| до 66 кг     | Франк Штеблер | не участвовал      | Тамаш Лёринц (HUN) пор. 1:3 | не участвовал       | Джастин Лестер (USA) поб. 3:0 | Манучар Цхадая (GEO) пор. 1:3 | 5     |

Женщины
Вольная борьба
В женской вольной борьбе соревнования проходили в 4 весовых категориях. Сборная Германии была представлена лишь одной участницей. В самой лёгкой весовой категории выступила Александра Энгельхардт, однако немецкая спортсменка уже в первой схватке уступила спортсменке из Венесуэлы Майелис Карипа 0:2, 1:2 и выбыла из дальнейшей борьбы.
| Соревнование | Спортсмены             | Первый раунд       | 1/8 финала                   | Четвертьфинал         | Полуфинал             | Финал                 | Место |
| Соревнование | Спортсмены             | Соперник Результат | Соперник Результат           | Соперник Результат    | Соперник Результат    | Соперник Результат    | Место |
| ------------ | ---------------------- | ------------------ | ---------------------------- | --------------------- | --------------------- | --------------------- | ----- |
| до 48 кг     | Александра Энгельхардт | не участвовала     | Маелис Карипа (VEN) пор. 1:3 | Завершила выступление | Завершила выступление | Завершила выступление | 11    |

### Велоспорт
Спортсменов — 22

#### Шоссейный велоспорт
Мужчины

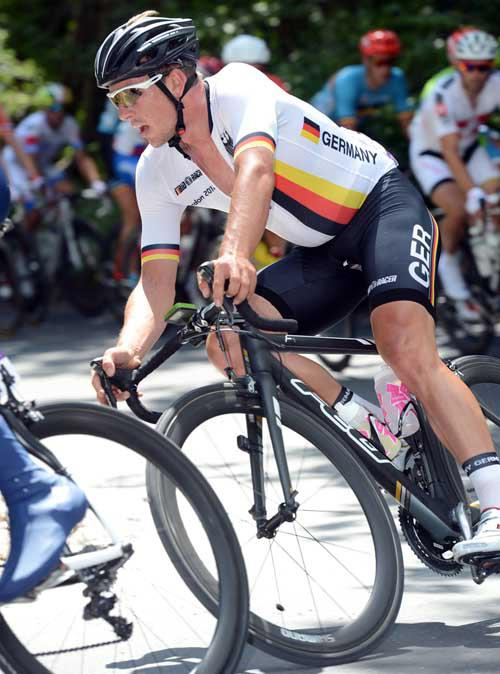
Джон Дегенкольб во время групповой гонки

Самый первый комплект наград в велоспорте разыгрывался в мужской шоссейной групповой гонке. Основным претендентом на медали в составе немецкой сборной считался победитель нескольких этапов Гранд Тура, а также действующий бронзовый призёр чемпионата мира в этой дисциплине Андре Грайпель, однако ему не удалось побороться с лидерами и в итоге он занял лишь 27-е место, остальные немецкие велогонщики и вовсе приехали к финишу в конце первой сотни или за её пределами.
Тем не менее в шоссейных гонках немцы без наград не остались. В раздельной гонке действующий чемпион мира Тони Мартин, который несколькими днями ранее, не доехал до финиша групповой гонки, смог завоевать серебряную медаль, уступив лишь хозяину соревнований многократному чемпиону летних Олимпийских игр британцу Брэдли Уиггинсу.
| Соревнование     | Спортсмены      | Время    | Место |
| ---------------- | --------------- | -------- | ----- |
| групповая гонка  | Андре Грайпель  | 5:46,37  | 27    |
| групповая гонка  | Берт Грабш      | 5:46,47  | 95    |
| групповая гонка  | Марцель Зиберг  | 5:47,08  | 102   |
| групповая гонка  | Джон Дегенкольб | 5:48,49  | 105   |
| групповая гонка  | Тони Мартин     | DNF      | DNF   |
| раздельная гонка | Тони Мартин     | 51:21,64 | 2     |
| раздельная гонка | Берт Грабш      | 53:18,04 | 8     |

Женщины

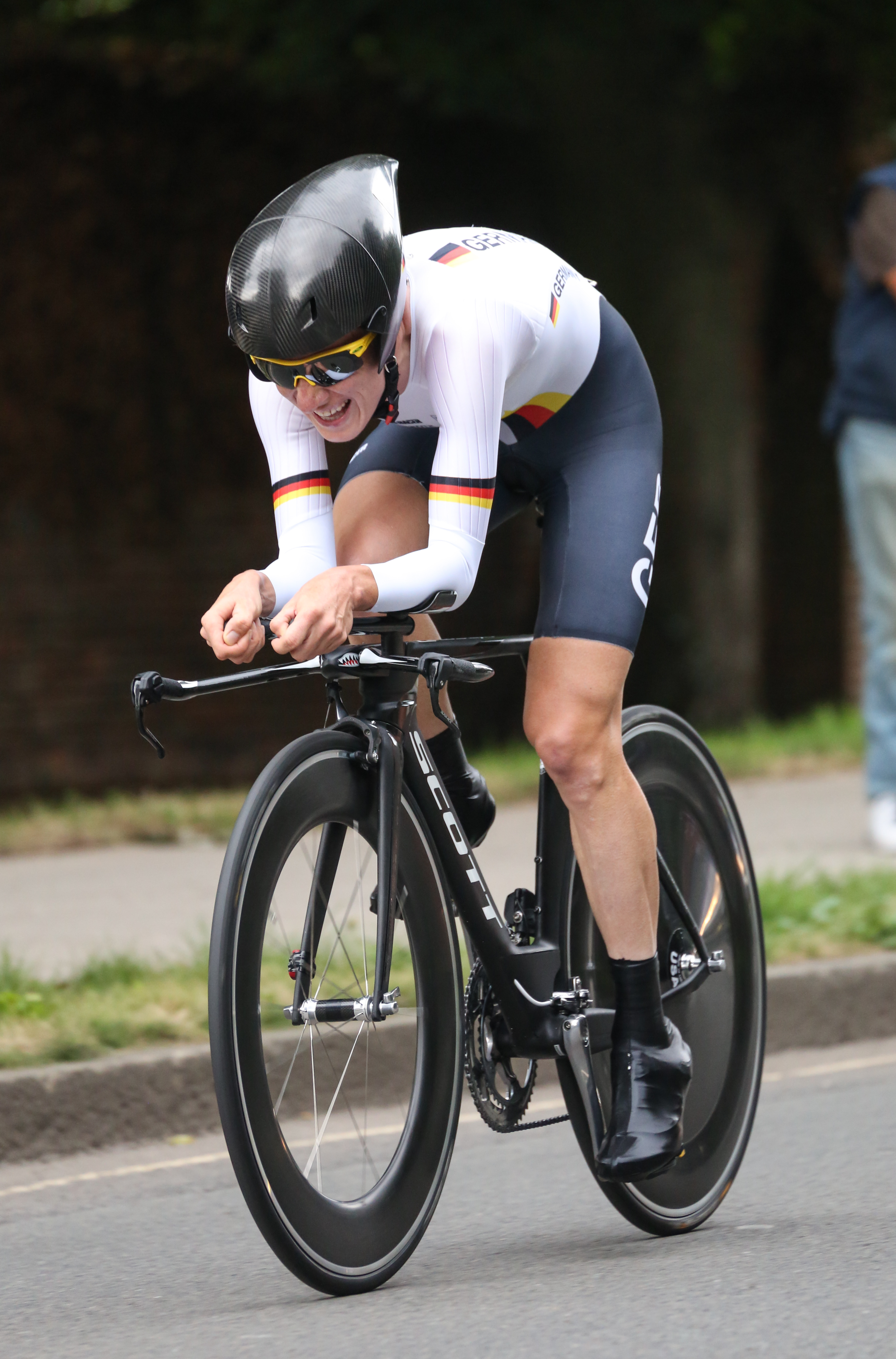
Арндт Юдит во время раздельной гонки

В групповой гонке у женщин сборная Германии была очень близка к завоеванию наград. Действующая бронзовая медалистка чемпионата мира Ина-Йоко Тойтенберг долгое время шла в лидирующей группе, но незадолго до финиша от пелотона оторвались три велогонщицы, которые в итоге и разыграли призовые места. Тойтенберг, вместе с основным пелотоном, приехала к финишу, отстав от победительницы голландки Марианны Вос на 27 секунд, при этом Тойтенберг выиграла финишный спурт в своей группе и заняла итоговое 4-е место. Все остальные немки приехали к финишу за пределами первой тридцатки. В женской разделке, как и несколькими часами позднее в мужской, сборная Германии стала обладателем олимпийской награды. Серебряную медаль завоевала знаменитая Арндт Юдит, принимавшая участие уже в своих пятых летних Олимпийских играх.
| Соревнование     | Спортсмены          | Время    | Место |
| ---------------- | ------------------- | -------- | ----- |
| групповая гонка  | Ина-Йоко Тойтенберг | 3:35,56  | 4     |
| групповая гонка  | Трикси Воррак       | 3:36,04  | 33    |
| групповая гонка  | Арндт Юдит          | 3:36,28  | 37    |
| групповая гонка  | Шарлотте Беккер     | OTL      | OTL   |
| раздельная гонка | Арндт Юдит          | 37:50,29 | 2     |
| раздельная гонка | Трикси Воррак       | 39:20,73 | 9     |

#### Трековый велоспорт
Мужчины
В соревнованиях на треке у мужчин главным героем у мужчин стал многократный чемпион мира Максимилиан Леви. Сначала он в составе немецкой сборной повторил результат четырёхлетней давности, став бронзовым призёром в командном спринте, а затем занял второе место в кейрине, уступив лишь знаменитому британцу Кристоферу Хою. Ещё одну медаль немцы могли завоевать в дебютировавшем на Играх Омниуме. Рогер Клуге перед последним видом имел отличные шансы на третье место, но 5-е время, показанное в гите на 1 км, позволило ему занять лишь 4-е место.
| Соревнование     | Спортсмены                                    | Квалификация | Квалификация | Первый раунд                                | Второй раунд                                                   | 1\4 финала              | 1\2 финала     | Финал Матч за 3-е место                                                      | Место |
| Соревнование     | Спортсмены                                    | Время        | Место        | Соперник Время                              | Соперник Время                                                 | Соперник Время          | Соперник Время | Соперник Время Очки                                                          | Место |
| ---------------- | --------------------------------------------- | ------------ | ------------ | ------------------------------------------- | -------------------------------------------------------------- | ----------------------- | -------------- | ---------------------------------------------------------------------------- | ----- |
| Спринт           | Роберт Фёрстеман                              | 10,072 (Q)   | 4            | Бернард Эстерхёйзен (RSA) 11,100 поб.       | Нджисане Филип (TRI) пор.                                      | Грегори Боже (FRA) пор. | не участвовал  | За 5-е место                                                                 | 7     |
| Спринт           | Роберт Фёрстеман                              | 10,072 (Q)   | 4            | Бернард Эстерхёйзен (RSA) 11,100 поб.       | Перезаезд                                                      | Грегори Боже (FRA) пор. | не участвовал  | Денис Дмитриев (RUS) Джимми Уоткинс (USA) Азизул Хасни Аванг (MAS) 3-е место | 7     |
| Спринт           | Роберт Фёрстеман                              | 10,072 (Q)   | 4            | Бернард Эстерхёйзен (RSA) 11,100 поб.       | Бернард Эстерхёйзен (RSA) Павел Келемен (CZE) 10,340 1-е место | Грегори Боже (FRA) пор. | не участвовал  | Денис Дмитриев (RUS) Джимми Уоткинс (USA) Азизул Хасни Аванг (MAS) 3-е место | 7     |
| Командный спринт | Рене Эндерс Роберт Фёрстеман Максимилиан Леви | 43,710 (Q)   | 5            | Россия · 43,178 · поб. · итоговое 3-е время |                                                                |                         |                | За 3-е место                                                                 | 3     |
| Командный спринт | Рене Эндерс Роберт Фёрстеман Максимилиан Леви | 43,710 (Q)   | 5            | Россия · 43,178 · поб. · итоговое 3-е время | Австралия · 43,209 · поб.                                      |                         |                |                                                                              | 3     |
| Кейрин           | Максимилиан Леви                              |              |              | 1-е место                                   | 1-е место                                                      |                         |                | 2-е место                                                                    | 2     |
| Омниум           | Рогер Клуге                                   |              |              |                                             |                                                                |                         |                | 33 очка                                                                      | 4     |

Женщины
Женская программа в велоспорте на Играх в Лондоне была существенно расширена. Впервые в программу были включены соревнования в командном спринте, командной гонке преследования, кейрине и омниуме. Свою единственную золотую медаль в велоспорте немецкая сборная завоевала в командном спринте у женщин. Причём во многом эта победа случилась благодаря ошибкам соперницам. Сначала сборная Великобритании в первом раунде соревнований была дисквалифицирована за неправильную смену, в результате чего немецкая сборная, показавшая третий результат, смогла пробиться в финал, а затем в решающем раунде китаянки Го Шуан и Гун Цзиньцзе, победившие в финале, были также дисквалифицированы. Таким образом Кристина Фогель и Мириям Вельте впервые в карьере стали олимпийскими чемпионками. Спустя несколько дней Го Шуан удалось взять реванш у Фогель. В спринте немецкая спортсменка уверенно дошла до полуфинала, где уступила хозяйке соревнований Виктории Пендлтон. В поединке за третье место Фогель встретилась Го Шуан и уступила ей, заняв в итоге обидное 4-е место.
| Соревнование                  | Спортсмены                                | Квалификация | Квалификация | Первый раунд                                      | Второй раунд                    | 1\4 финала                           | 1\2 финала                   | Финал Матч за 3-е место | Место |
| Соревнование                  | Спортсмены                                | Время        | Место        | Соперник Время                                    | Соперник Время                  | Соперник Время                       | Соперник Время               | Соперник Время Очки     | Место |
| ----------------------------- | ----------------------------------------- | ------------ | ------------ | ------------------------------------------------- | ------------------------------- | ------------------------------------ | ---------------------------- | ----------------------- | ----- |
| Спринт                        | Кристина Фогель                           | 11,027 (Q)   | 4            | Виржинье Куэфф (FRA) 11,605 поб.                  | Любовь Шулика (UKR) 11,547 поб. | Симона Крупецкайте (LTU) 11,541 поб. | Виктория Пендлтон (GBR) пор. | За 3-е место            | 4     |
| Спринт                        | Кристина Фогель                           | 11,027 (Q)   | 4            | Виржинье Куэфф (FRA) 11,605 поб.                  | Любовь Шулика (UKR) 11,547 поб. | Симона Крупецкайте (LTU) 11,541 поб. | Виктория Пендлтон (GBR) пор. | Го Шуан (CHN) пор.      | 4     |
| Командный спринт              | Кристина Фогель Мириям Вельте             | 32,630 (Q)   | 3            | Франция · 32,701 · поб. · итоговое 2-е время      |                                 |                                      |                              | Китай · 32,798 · поб.   | 1     |
| Кейрин                        | Кристина Фогель                           |              |              | 1-е место (Q)                                     | 6-е место                       |                                      |                              | Финал B                 | 10    |
| Кейрин                        | Кристина Фогель                           | 4-е место    |              | 1-е место (Q)                                     | 6-е место                       |                                      |                              |                         | 10    |
| Командная гонка преследования | Юдит Арндт Шарлотте Беккер Лиза Бреннауэр | 3:22,058 (Q) | 7            | Нидерланды · 3:21,086 · пор. · итоговое 7-е время |                                 |                                      |                              | За 7-е место            | 7     |
| Командная гонка преследования | Юдит Арндт Шарлотте Беккер Лиза Бреннауэр | 3:22,058 (Q) | 7            | Нидерланды · 3:21,086 · пор. · итоговое 7-е время | Беларусь · 3:20,824 NR · поб.   |                                      |                              |                         | 7     |

#### Маунтинбайк
Мужчины

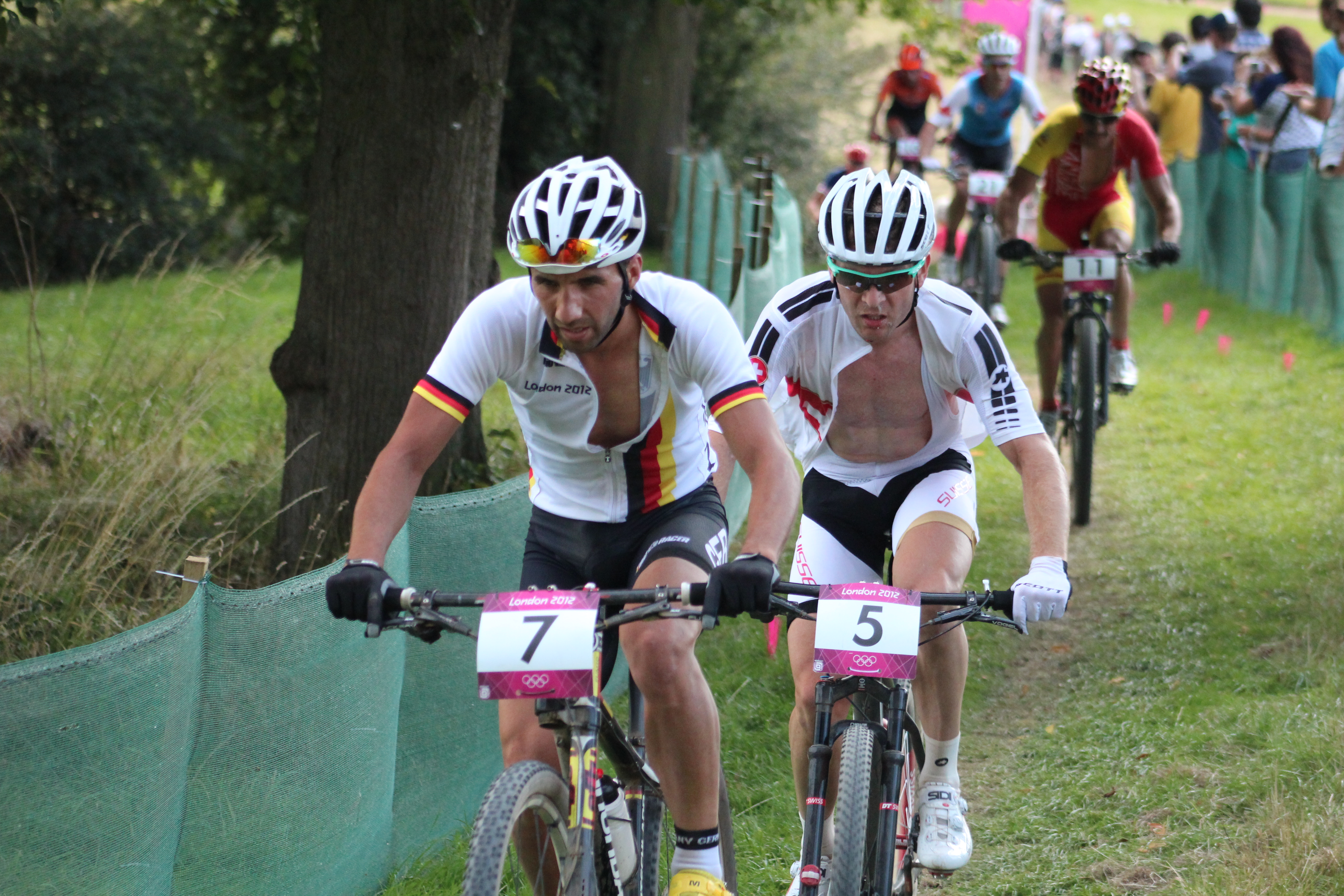
Мануэль Фумич (слева) и швейцарец Флориан Фогель во время гонки

В третий раз в истории в соревнованиях в маунтинбайке сборную Германии представлял Мануэль Фумич. На Играх в Лондоне немецкий велогонщик смог добиться своего наилучшего результата, заняв итоговое 7-е место. Вторым участником, представлявшим сборную Германию, стал Мориц Милац, но ему не удалось показать хорошее время и занял лишь 34-е место. Третьим представителем Германии должен был стать Роберт Фёрстеман, однако немецкий велогонщик снялся с соревнований и не вышел на старт.
| Соревнование | Спортсмены       | Результат | Место |
| ------------ | ---------------- | --------- | ----- |
| Кросс-кантри | Мануэль Фумич    | 1:30,31   | 7     |
| Кросс-кантри | Мориц Милац      | 1:38,59   | 34    |
| Кросс-кантри | Роберт Фёрстеман | DNS       | DNS   |

Женщины

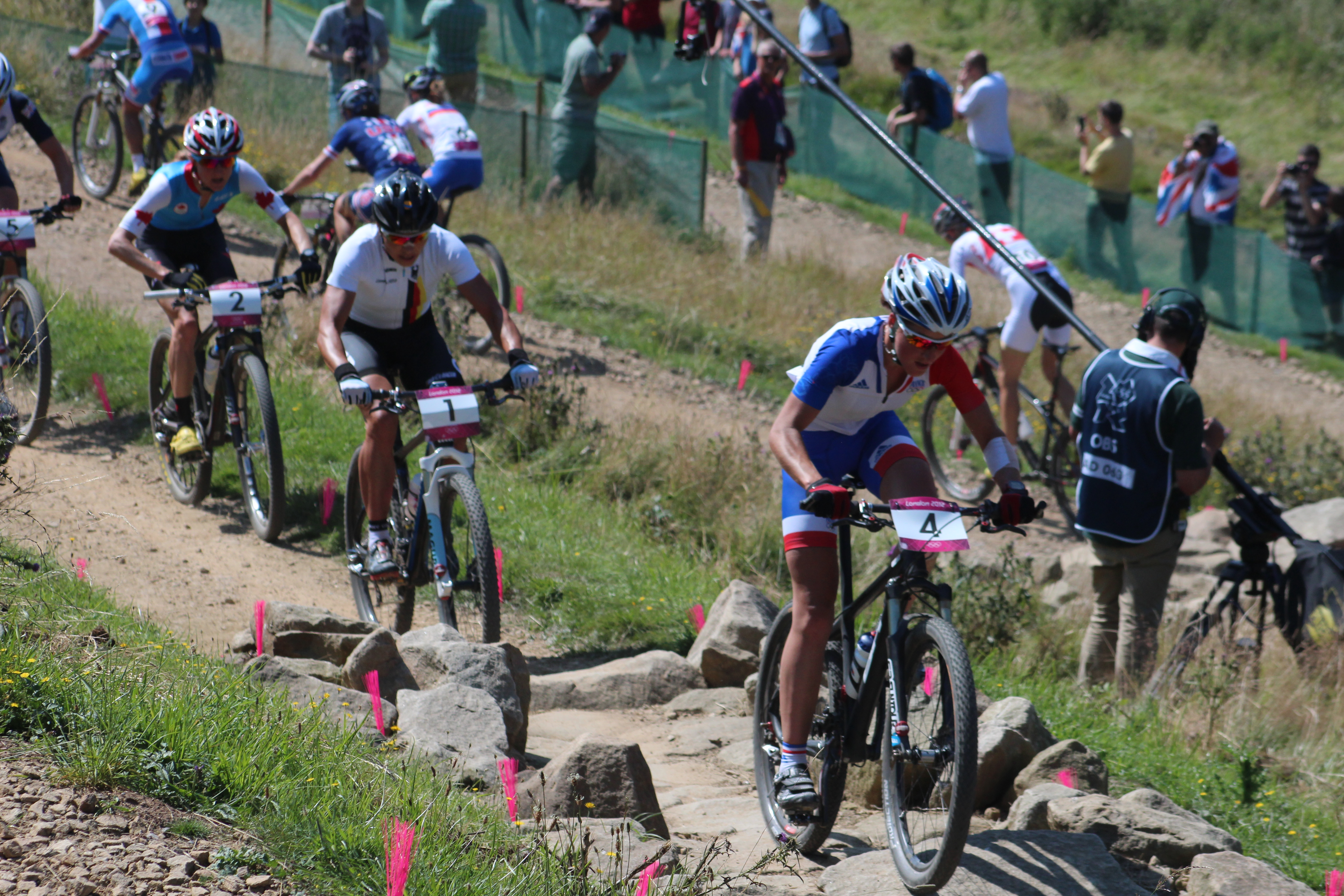
Сабине Шпиц (номер 1) во время гонки

В женском маунтинбайке одной из главных претенденток на победу считалась действующая олимпийская чемпионка Сабине Шпиц, однако повторить успех Пекина ей не удалось. Почти минуту Шпиц уступила молодой француженке Жули Брессе, став тем самым серебряной призёркой Игр, при этом Сабине стала первой в истории трёхкратной призёркой в женском маунтинбайке. Второй представительницей Германии в соревнованиях стала Адельхайд Морат. Адельхайд начала дистанцию не быстро и первое время держалась за пределами двадцатки сильнейший, но затем ей удалось увеличить темп и в итоге она заняла 16-е место.
| Соревнование | Спортсмены      | Результат | Место |
| ------------ | --------------- | --------- | ----- |
| Кросс-кантри | Сабине Шпиц     | 1:31,54   | 2     |
| Кросс-кантри | Адельхайд Морат | 1:37,17   | 16    |

#### BMX
Мужчины
Соревнования по BMX дебютировали в программе летних Олимпийских игр. Первыми представителями Германии в этом виде велоспорта стали Луис Бретауэр и Майк Байер. Оба спортсмена не смогли преодолеть четвертьфинальную стадию, хотя Бретауэр и был близок к попаданию в заветную четвёрку, но досадное четвёртое место в заключительной пятой попытке отбросило его на 5-е место в своей подгруппе.
| Соревнование | Спортсмены    | Квалификация | Квалификация | 1\4 финала    | 1\4 финала    | 1\4 финала    | 1\4 финала    | 1\4 финала    | 1\4 финала | 1\4 финала | 1\2 финала           | 1\2 финала           | 1\2 финала           | 1\2 финала           | 1\2 финала           | Финал                | Финал                | Место |
| Соревнование | Спортсмены    | Время        | Место        | 1 гонка Место | 2 гонка Место | 3 гонка Место | 4 гонка Место | 5 гонка Место | Всего      | Место      | 1 гонка Место        | 2 гонка Место        | 3 гонка Место        | Всего                | Место                | Время                | Место                | Место |
| ------------ | ------------- | ------------ | ------------ | ------------- | ------------- | ------------- | ------------- | ------------- | ---------- | ---------- | -------------------- | -------------------- | -------------------- | -------------------- | -------------------- | -------------------- | -------------------- | ----- |
| BMX          | Луис Бретауэр | 39,431       | 19           | 43,391 6      | 39,108 3      | 39,435 5      | 40,134 4      | 38,973 4      | 22         | 5          | Завершил выступление | Завершил выступление | Завершил выступление | Завершил выступление | Завершил выступление | Завершил выступление | Завершил выступление | 20    |
| BMX          | Майк Байер    | 40,231       | 29           | 40,558 8      | 56,453 6      | 40,541 7      | 46,131 6      | 41,109 4      | 31         | 8          | Завершил выступление | Завершил выступление | Завершил выступление | Завершил выступление | Завершил выступление | Завершил выступление | Завершил выступление | 31    |

### Водные виды спорта

#### Плавание
Спортсменов — 29
В следующий раунд на каждой дистанции проходят лучшие спортсмены по времени, независимо от места занятого в своём заплыве.
Мужчины
В мужской плавательной программе основные надежды на медали связывали с действующим рекордсменом мира Паулем Бидерманом, однако ни ему, ни молодым братьям Дайблер, ни серебряному призёру летних Олимпийских игр 2004 года в Афинах Хельге Меуву не удалось завоевать для сборной Германии хотя бы одной медали в мужской части плавательных соревнований в бассейне, причём это происходит уже вторые игры подряд. Лучшим результатом в бассейне для немецких пловцов стало 4-е место, завоёванное Штеффеном Дайблером на 100-метровке баттерфляем и немецкой эстафетной сборной на дистанции 4×200 метров вольным стилем.
| Соревнование                 | Спортсмен                                                          | Предварительные заплывы | Предварительные заплывы | Полуфиналы                                                         | Полуфиналы                                                         | Финал                | Финал                |
| Соревнование                 | Спортсмен                                                          | Результат               | Место                   | Результат                                                          | Место                                                              | Результат            | Место                |
| ---------------------------- | ------------------------------------------------------------------ | ----------------------- | ----------------------- | ------------------------------------------------------------------ | ------------------------------------------------------------------ | -------------------- | -------------------- |
| 100 м вольный стиль          | Марко ди Карли                                                     | 49,03                   | 18                      | Завершил выступление                                               | Завершил выступление                                               | Завершил выступление | Завершил выступление |
| 200 м вольный стиль          | Пауль Бидерман                                                     | 1:47,27                 | 10                      | 1:46,10                                                            | 4                                                                  | 1:45,53              | 5                    |
| 200 м вольный стиль          | Клеменс Рапп                                                       | 1:48,75                 | 24                      | Завершил выступление                                               | Завершил выступление                                               | Завершил выступление | Завершил выступление |
| 400 м вольный стиль          | Пауль Бидерман                                                     | 3:48,50                 | 13                      |                                                                    |                                                                    | Завершил выступление | Завершил выступление |
| 100 м баттерфляй             | Штеффен Дайблер                                                    | 51,92                   | 6                       | 51,76                                                              | 6                                                                  | 51,81                | 4                    |
| 100 м баттерфляй             | Беньямин Штарке                                                    | 52,36                   | 16                      | 52,40                                                              | 14                                                                 | Завершил выступление | Завершил выступление |
| 100 м на спине               | Хельге Меув                                                        | 53,83                   | 7                       | 53,52                                                              | 7                                                                  | 53,48                | 6                    |
| 100 м на спине               | Ян-Филип Глания                                                    | 54,07                   | 12                      | 53,90                                                              | 11                                                                 | Завершил выступление | Завершил выступление |
| 200 м на спине               | Ян-Филип Глания                                                    | 1:57,01                 | 6                       | 1:57,43                                                            | 10                                                                 | Завершил выступление | Завершил выступление |
| 200 м на спине               | Янник Либхерц                                                      | 1:58,07                 | 12                      | 1:58,80                                                            | 15                                                                 | Завершил выступление | Завершил выступление |
| 100 м брасс                  | Кристиан фом Лен                                                   | 1:00,78                 | 19                      | Завершил выступление                                               | Завершил выступление                                               | Завершил выступление | Завершил выступление |
| 100 м брасс                  | Хенрик Фельдвер                                                    | 1:01,00                 | 21                      | Завершил выступление                                               | Завершил выступление                                               | Завершил выступление | Завершил выступление |
| 200 м брасс                  | Кристиан фом Лен                                                   | 2:11,66                 | 16                      | 2:10,50                                                            | 12                                                                 | Завершил выступление | Завершил выступление |
| 200 м брасс                  | Марко Кох                                                          | 2:10,61                 | 11                      | 2:10,73                                                            | 13                                                                 | Завершил выступление | Завершил выступление |
| 200 м комплекс               | Маркус Дайблер                                                     | 1:58,61                 | 7                       | 1:58,88                                                            | 9                                                                  | 1:59,10              | 8                    |
| 200 м комплекс               | Филип Хайнц                                                        | 2:01,32                 | 27                      | Завершил выступление                                               | Завершил выступление                                               | Завершил выступление | Завершил выступление |
| 400 м комплекс               | Янник Либхерц                                                      | 4:15,41                 | 11                      |                                                                    |                                                                    | Завершил выступление | Завершил выступление |
| Эстафета                     | Предварительный заплыв                                             | Предварительный заплыв  | Предварительный заплыв  | Финал                                                              | Финал                                                              | Финал                | Финал                |
| Эстафета                     | Состав                                                             | Результат               | Место                   | Состав                                                             | Состав                                                             | Результат            | Место                |
| 4×100 м вольный стиль        | Беньямин Штарке Маркус Дайблер Кристоф Фильдебрандт Марко ди Карли | 3:13,51 NR              | 5                       | Беньямин Штарке Маркус Дайблер Кристоф Фильдебрандт Марко ди Карли | Беньямин Штарке Маркус Дайблер Кристоф Фильдебрандт Марко ди Карли | 3:13,52              | 6                    |
| 4×200 м вольный стиль        | Тим Валльбургер Димитри Колупаев Клеменс Рапп Пауль Бидерман       | 7:09,23                 | 3                       | Пауль Бидерман Димитри Колупаев Тим Валльбургер Клеменс Рапп       | Пауль Бидерман Димитри Колупаев Тим Валльбургер Клеменс Рапп       | 7:06,59              | 4                    |
| 4×100 метров комбинированная | Хельге Меув Кристиан фом Лен Штеффен Дайблер Марко ди Карли        | 3:34,28                 | 6                       | Хельге Меув Кристиан фом Лен Штеффен Дайблер Маркус Дайблер        | Хельге Меув Кристиан фом Лен Штеффен Дайблер Маркус Дайблер        | 3:33,06              | 6                    |

Открытая вода
В плавании на открытой воде главными претендентами на победу считались бронзовый призёр прошлых игр немец Томас Лурц, знаменитый тунисец Усама Меллули, а также действующий чемпион мира грек Спиридон Яннотис. Гонка проходила в высоком темпе и судьба медалей решилась только в самом конце, когда Меллули смог уплыть от своих преследователей и стал Олимпийским чемпионом, а Лурц смог завоевать единственную для своей страны медаль в мужском плавании, став серебряным призёром. Ещё один немецкий пловец Андреас Вашбургер отстал от чемпиона почти на 50 секунд и занял 8-е место.
| Соревнование  | Спортсмены        | Результат | Отставание | Место |
| ------------- | ----------------- | --------- | ---------- | ----- |
| 10 километров | Томас Лурц        | 1:49:58,5 | +3,4       | 2     |
| 10 километров | Андреас Вашбургер | 1:50:44,4 | +49,3      | 8     |

Женщины
В женском плавании Германия изначально не могла рассчитывать на значительное число медалей, поскольку из состава немецкой сборной на Играх на пьедестал имела высокие шансы попасть лишь действующая олимпийская чемпионка и рекордсменка мира Бритта Штеффен, но и она в итоге не смогла добыть хотя бы одну медаль для своей сборной. На своей коронной 50-метровке вольным стилем Бритта была близка к заветной тройке, но ей не хватило всего 0,07 секунды, чтобы занять место выше 4-го.
| Соревнование                 | Спортсмен                                                 | Предварительный раунд  | Предварительный раунд  | Полуфинал             | Полуфинал             | Финал                 | Финал                 |
| Соревнование                 | Спортсмен                                                 | Результат              | Место                  | Результат             | Место                 | Результат             | Место                 |
| ---------------------------- | --------------------------------------------------------- | ---------------------- | ---------------------- | --------------------- | --------------------- | --------------------- | --------------------- |
| 50 м вольный стиль           | Бритта Штеффен                                            | 24,70                  | 4                      | 24,57                 | 4                     | 24,46                 | 4                     |
| 100 м вольный стиль          | Бритта Штеффен                                            | 54,42                  | 14                     | 54,18                 | 12                    | Завершила выступление | Завершила выступление |
| 100 м вольный стиль          | Даниэла Шрайбер                                           | 54,43                  | 15                     | 54,39                 | 15                    | Завершила выступление | Завершила выступление |
| 200 м вольный стиль          | Зильке Липпок                                             | 1:58,59                | 13                     | 1:58,24               | 13                    | Завершила выступление | Завершила выступление |
| 100 м баттерфляй             | Александра Венк                                           | 58,85                  | 21                     | Завершила выступление | Завершила выступление | Завершила выступление | Завершила выступление |
| 100 м на спине               | Енни Мензинг                                              | 1:00,72                | 21                     | Завершила выступление | Завершила выступление | Завершила выступление | Завершила выступление |
| 200 м на спине               | Енни Мензинг                                              | 2:10,54                | 15                     | 2:10,68               | 15                    | Завершила выступление | Завершила выступление |
| 100 м брасс                  | Сара Поуэ                                                 | 1:07,12                | 7                      | 1:07,68               | 11                    | Завершила выступление | Завершила выступление |
| 100 м брасс                  | Каролине Рунау                                            | 1:08,43                | 22                     | Завершила выступление | Завершила выступление | Завершила выступление | Завершила выступление |
| 200 м комплекс               | Тереза Микалак                                            | 2:12,75                | 11                     | 2:13,24               | 12                    | Завершила выступление | Завершила выступление |
| Эстафета                     | Предварительный заплыв                                    | Предварительный заплыв | Предварительный заплыв | Финал                 | Финал                 | Финал                 | Финал                 |
| Эстафета                     | Состав                                                    | Результат              | Место                  | Состав                | Состав                | Результат             | Место                 |
| 4×100 м вольный стиль        | Бритта Штеффен Зильке Липпок Лиза Виттинг Даниэла Шрайбер | 3:39,16                | 9                      | Завершили выступление | Завершили выступление | Завершили выступление | Завершили выступление |
| 4×200 м вольный стиль        | Зильке Липпок Тереза Микалак Анника Брун Даниэла Шрайбер  | 7:58,93                | 13                     | Завершили выступление | Завершили выступление | Завершили выступление | Завершили выступление |
| 4×100 метров комбинированная | Енни Мензинг Сара Поуэ Александра Венк Бритта Штеффен     | 3:59,95                | 9                      | Завершили выступление | Завершили выступление | Завершили выступление | Завершили выступление |

Открытая вода
В соревнованиях на открытой воде Германию представляла только Ангела Маурер. Долгое время немецкая пловчиха держалась в лидирующей группе, состоящей из 5 спортсменок, но незадолго до финиша Маурер отпустила от себя соперниц и финишировала 5-й с отставанием от первого места в 14,6 секунд.
| Соревнование  | Спортсмены    | Результат | Отставание | Место |
| ------------- | ------------- | --------- | ---------- | ----- |
| 10 километров | Ангела Маурер | 1:57:52,8 | +14,6      | 5     |

#### Прыжки в воду
Спортсменов — 8
Мужчины
Впервые с 1996 года немецкая сборная осталась без медалей в мужских прыжках в воду, хотя изначально немецких прыгунов рассматривали, как основных претендентов на призовые места. В одиночных прыжках главные надежды связывались с чемпионом Европы в прыжках с трёхметрового трамплина Патриком Хаусдингом и бронзовым призёром чемпионата мира в прыжках с вышки Сашей Кляйном. Хаусдинг был очень близок к попаданию на пьедестал, но соперники показали очень высокое качество прыжков и Патрик остался только 4-м. В прыжках с десятиметровой вышки оба немецких прыгуна смогли пробиться в финал, но ни Мартин Вольфрам, ни Саша Кляйн не смогли показать там высокий результат и расположились в нижней половине итогового протокола. Также в прыжках с трамплина выступал молодой прыгун Штефан Фек. В предварительном раунде во втором прыжке немецкий спортсмен неудачно оттолкнулся от трамплина и приземлился на спину, получив от судей нулевые оценки.. После этого он исполнил свой третий прыжок, но на четвёртый уже не вышел, сославшись на травму.
В синхронных прыжках сборную Германию представляли серебряные призёры Игр 2008 года Хаусдинг и Кляйн. Борьба в финале получилась очень упорной, но всё решил четвёртый прыжок, который немецкая сборная выполнила не слишком удачно. Несмотря на то, что коэффициент трудности прыжка был высоким и составлял 3,6, Хаусдинг и Кляйн получили за него лишь 78,84 балла. Этот результат откинул немецких спортсменов с 3-го сразу на 6-е место. Следующие два прыжка немецкие прыгуны выполнили довольно удачно, но больший коэффициент трудности прыжков у их соперников откинул Хаусдинга и Кляйна в итоговом протоколе на 7-е место. 
| Соревнование                | Спортсмены                 | Предварительный раунд | Предварительный раунд | Полуфинал            | Полуфинал            | Финал                | Финал                |
| Соревнование                | Спортсмены                 | Результат             | Место                 | Результат            | Место                | Результат            | Место                |
| --------------------------- | -------------------------- | --------------------- | --------------------- | -------------------- | -------------------- | -------------------- | -------------------- |
| Трамплин, 3 метра           | Патрик Хаусдинг            | 477,15                | 4 (Q)                 | 485,55               | 6 (Q)                | 505,55               | 4                    |
| Трамплин, 3 метра           | Штефан Фек                 | DNF                   | DNF                   | Завершил выступление | Завершил выступление | Завершил выступление | Завершил выступление |
| Вышка, 10 метров            | Мартин Вольфрам            | 496,80                | 4 (Q)                 | 519,00               | 5 (Q)                | 506,65               | 8                    |
| Вышка, 10 метров            | Саша Кляйн                 | 525,05                | 3 (Q)                 | 503,75               | 8 (Q)                | 496,30               | 10                   |
| Синхронная вышка, 10 метров | Патрик Хаусдинг Саша Кляйн | Не проводится         | Не проводится         | Не проводится        | Не проводится        | 446,07               | 7                    |

Женщины
У женщин немецкие болельщики все свои надежды связывали с успешным выступлением бронзовых медалисток последнего чемпионата мира в синхронных прыжках с десятиметровой вышки Кристин Штойер и Норы Субшински. Но немецкие прыгуньи ничего не смогли противопоставить своим соперницам. Набрав 312,78 балла Штойер и Субшински заняли лишь 6-е место, отстав от занявших третью строчку канадок Меган Банфето и Розелин Фильон почти на 25 баллов. В личных прыжках только Штойер удалось пробиться в финальный раунд, но и она не смогла показать какой-либо высокий результат, остановившись на 7-й позиции.
| Соревнование                | Спортсмены                    | Предварительный раунд | Предварительный раунд | Полуфинал     | Полуфинал     | Финал                 | Финал                 |
| Соревнование                | Спортсмены                    | Результат             | Место                 | Результат     | Место         | Результат             | Место                 |
| --------------------------- | ----------------------------- | --------------------- | --------------------- | ------------- | ------------- | --------------------- | --------------------- |
| Трамплин, 3 метра           | Нора Субшински                | 303,90                | 15 (Q)                | 313,20        | 14            | Завершила выступление | Завершила выступление |
| Трамплин, 3 метра           | Катя Диков                    | 311,70                | 12 (Q)                | 312,50        | 16            | Завершила выступление | Завершила выступление |
| Вышка, 10 метров            | Кристин Штойер                | 341,75                | 3 (Q)                 | 339,90        | 7 (Q)         | 351,35                | 7                     |
| Вышка, 10 метров            | Мария Курьо                   | 319,65                | 16 (Q)                | 264,45        | 17            | Завершила выступление | Завершила выступление |
| Синхронная вышка, 10 метров | Кристин Штойер Нора Субшински | Не проводится         | Не проводится         | Не проводится | Не проводится | 312,78                | 6                     |

### Волейбол
Спортсменов — 20

#### Волейбол
Сборная Германии во второй раз подряд смогла пробиться на летние Олимпийские игры. В первых двух играх немецкие волейболисты ничего не смогли противопоставить фаворитам турнира волейболистам России и США, уступив оба раза по 0:3. Третья игра против спортсменов из Сербии стала ключевой в борьбе за четвёртую путёвку в плей-офф. Проиграв первые две партии, немецкие спортсмены смогли переломить ход встречи и выиграли три оставшихся партии, причём в пятой решающей счёт был 20:18 в пользу немцев. В двух следующих матчах сборная Германии сначала одолела тунисцев 3:0, а потом уступили Бразилии с тем же счётом и с 4-го места в своей группе пробились в плей-офф. В четвертьфинале олимпийского турнира немецкая сборная встретилась со сборной Болгарии, занявшей в группе A первое место. Упорной борьбы не получилось и болгарская сборная одержала уверенную победу в трёх партиях. Лидером сборной на турнире стал Георг Грозер, набравший 84 очка.

##### Мужчины
Состав команды
Главный тренер:  Витал Хейнен, тренер: Стефан Хюбнер
Результаты
Группа B
|             | Очки | Матчи   | Матчи   | Матчи | Сеты | Сеты | Сеты  | Мячи | Мячи | Мячи  |
| И           | Очки | В (3:2) | П (2:3) | В     | П    | В:П  | В     | П    | В:П  |       |
| ----------- | ---- | ------- | ------- | ----- | ---- | ---- | ----- | ---- | ---- | ----- |
| 1. США      | 13   | 5       | 4 (0)   | 1 (1) | 14   | 4    | 3,500 | 427  | 370  | 1,154 |
| 2. Бразилия | 11   | 5       | 4 (1)   | 1 (0) | 13   | 5    | 2,600 | 418  | 379  | 1,103 |
| 3. Россия   | 11   | 5       | 4 (1)   | 1 (0) | 12   | 5    | 2,400 | 408  | 352  | 1,159 |
| 4. Германия | 5    | 5       | 2 (1)   | 3 (0) | 6    | 11   | 0,545 | 379  | 388  | 0,977 |
| 5. Сербия   | 5    | 5       | 1 (0)   | 4 (2) | 7    | 13   | 0,538 | 413  | 455  | 0,908 |
| 6. Тунис    | 0    | 5       | 0 (0)   | 5 (0) | 1    | 15   | 0,067 | 294  | 395  | 0,744 |

| Дата  | Время |          | Счёт |          | Сеты  | Сеты  | Сеты  | Сеты  | Сеты  | Зрителей | Отчёт |
| Дата  | Время | 1        | Счёт | 2        | 3     | 4     | 5     |       |       | Зрителей | Отчёт |
| ----- | ----- | -------- | ---- | -------- | ----- | ----- | ----- | ----- | ----- | -------- | ----- |
| 29.07 | 11:30 | Германия | 0:3  | Россия   | 29:31 | 18:25 | 17:25 |       |       | 12 500   | P2    |
| 31.07 | 16:45 | Германия | 0:3  | США      | 23:25 | 16:25 | 20:25 |       |       | 13 000   | P2    |
| 2.08  | 9:30  | Германия | 3:2  | Сербия   | 22:25 | 27:29 | 25:18 | 25:20 | 20:18 | 14 000   | P2    |
| 4.08  | 9:30  | Германия | 3:0  | Тунис    | 25:15 | 25:16 | 25:16 |       |       | 11 000   | P2    |
| 6.08  | 22:00 | Германия | 0:3  | Бразилия | 21:25 | 22:25 | 19:25 |       |       | 12 000   | P2    |

1/4 финала
| Дата | Время |          | Счёт |          | Сеты  | Сеты  | Сеты  | Сеты | Сеты | Зрителей | Отчёт |
| Дата | Время | 1        | Счёт | 2        | 3     | 4     | 5     |      |      | Зрителей | Отчёт |
| ---- | ----- | -------- | ---- | -------- | ----- | ----- | ----- | ---- | ---- | -------- | ----- |
| 8.08 | 21:30 | Германия | 0:3  | Болгария | 20:25 | 16:25 | 14:25 |      |      | 12 000   | P2    |

Итог: 5-е место

#### Пляжный волейбол
Мужчины
В мужском разряде главными героями турнира стала немецкая пара Юлиус Бринк и Йонас Реккерман. В 2011 году эта пара смогла занять третье место на чемпионате мира, причём в полуфинале они уступили паре из Бразилии Алисон и Эмануэль. В Лондоне немецкой паре удалось взять реванш, причём он состоялся в финале олимпийского турнира. Бринк и Реккерман в упорном трёхсетовом поединке смогли вырвать победу у бразильских волейболистов и стали первой европейской парой, сумевшей выиграть золото в пляжном волейболе. Вторая немецкая пара Йонатан Эрдман и Кай Матысик смогла пробиться в 1/8 финала, но там уступили Алисону и Эмануэлю.
| Соревнование | Спортсмены                  | Групповой этап                                        | Групповой этап                                            | Групповой этап                                           | Место | 1/8 финала                                       | Четвертьфинал                               | Полуфинал                                    | Финал                                                | Место |
| Соревнование | Спортсмены                  | Соперники Счёт                                        | Соперники Счёт                                            | Соперники Счёт                                           | Место | Соперники Счёт                                   | Соперники Счёт                              | Соперники Счёт                               | Соперники Счёт                                       | Место |
| ------------ | --------------------------- | ----------------------------------------------------- | --------------------------------------------------------- | -------------------------------------------------------- | ----- | ------------------------------------------------ | ------------------------------------------- | -------------------------------------------- | ---------------------------------------------------- | ----- |
| Мужчины      | Юлиус Бринк Йонас Реккерман | Группа C                                              | Группа C                                                  | Группа C                                                 | 1 (Q) | Самойловc Сорокинc (LAT) поб. 2:0 (21:12, 21:17) | Рикардо Кунья (BRA) поб. 2:0 (21:15, 21:19) | Нуммердор Шёйл (NED) поб. 2:0 (21:14, 21:16) | Алисон Эмануэль (BRA) поб. 2:1 (23:21, 16:21, 16:14) | 1     |
| Мужчины      | Юлиус Бринк Йонас Реккерман | Прокопьев Семёнов (RUS) поб. 2:0 (21:19, 21:17)       | У Пэнгэнь Сюй Линьинь (CHN) поб. 2:1 (13:21, 21:19, 15:8) | Шевалье Хайер (SUI) поб. 2:0 (21:14, 21:16)              | 1 (Q) | Самойловc Сорокинc (LAT) поб. 2:0 (21:12, 21:17) | Рикардо Кунья (BRA) поб. 2:0 (21:15, 21:19) | Нуммердор Шёйл (NED) поб. 2:0 (21:14, 21:16) | Алисон Эмануэль (BRA) поб. 2:1 (23:21, 16:21, 16:14) | 1     |
| Мужчины      | Йонатан Эрдман Кай Матысик  | Группа E                                              | Группа E                                                  | Группа E                                                 | 3 (Q) | Алисон Эмануэль (BRA) пор. 0:2 (16:21, 14:21)    | Завершили выступление                       | Завершили выступление                        | Завершили выступление                                | 9     |
| Мужчины      | Йонатан Эрдман Кай Матысик  | Плявиньш Шмединьш (LAT) пор. 1:2 (21:19, 21:23, 9:15) | Нуммердор Шёйл (NED) пор. 0:2 (9:21, 16:21)               | Эрнандес Вильяфанье (VEN) поб. 2:1 (20:22, 21:16, 15:11) | 3 (Q) | Алисон Эмануэль (BRA) пор. 0:2 (16:21, 14:21)    | Завершили выступление                       | Завершили выступление                        | Завершили выступление                                | 9     |

Женщины
В женском турнире жребий свёл немецкие пары уже на стадии 1/8 финала. В двух партиях победу одержали Сара Голлер и Лаура Людвиг, но уже в четвертьфинале они уступили бразильянкам Жулианне и Лариссе, которые на групповом этапе выиграли также и у Катрин Хольтвик и Ильки Земмлер
| Соревнование | Спортсмены                    | Групповой этап                                    | Групповой этап                                         | Групповой этап                                      | Место | 1/8 финала                                     | Четвертьфинал                                  | Полуфинал             | Финал                 | Место |
| Соревнование | Спортсмены                    | Соперники Счёт                                    | Соперники Счёт                                         | Соперники Счёт                                      | Место | Соперники Счёт                                 | Соперники Счёт                                 | Соперники Счёт        | Соперники Счёт        | Место |
| ------------ | ----------------------------- | ------------------------------------------------- | ------------------------------------------------------ | --------------------------------------------------- | ----- | ---------------------------------------------- | ---------------------------------------------- | --------------------- | --------------------- | ----- |
| Женщины      | Сара Голлер Лаура Людвиг      | Группа E                                          | Группа E                                               | Группа E                                            | 2 (Q) | Хольтвик Земмлер (GER) поб. 2:0 (21:16, 21:15) | Жулианна Ларисса (BRA) пор. 0:2 (10:21, 19:21) | Завершили выступление | Завершили выступление | 5     |
| Женщины      | Сара Голлер Лаура Людвиг      | Боуден Палмер (AUS) поб. 2:0 (21:19, 21:17)       | Антонелли Антунес (BRA) пор. 1:2 (19:21, 31:29, 13:15) | Меппелинк ван Гестель (NED) поб. 2:0 (21:18, 21:14) | 2 (Q) | Хольтвик Земмлер (GER) поб. 2:0 (21:16, 21:15) | Жулианна Ларисса (BRA) пор. 0:2 (10:21, 19:21) | Завершили выступление | Завершили выступление | 5     |
| Женщины      | Катрин Хольтвик Илька Земмлер | Группа C                                          | Группа C                                               | Группа C                                            | 2 (Q) | Голлер Людвиг (GER) пор. 0:2 (16:21, 15:21)    | Завершили выступление                          | Завершили выступление | Завершили выступление | 9     |
| Женщины      | Катрин Хольтвик Илька Земмлер | Гайечкова Клапалова (CZE) поб. 2:0 (21:16, 21:18) | Жулианна Ларисса (BRA) пор. 0:2 (18:21, 13:21)         | Ригобер Ли Юк Ло (MRI) поб. 2:0 (21:11, 21:10)      | 2 (Q) | Голлер Людвиг (GER) пор. 0:2 (16:21, 15:21)    | Завершили выступление                          | Завершили выступление | Завершили выступление | 9     |

### Гимнастика
Спортсменов —

#### Спортивная гимнастика
Спортсменов — 19
В квалификационном раунде проходил отбор, как в финал командного многоборья, так и в финалы личных дисциплин. В финал индивидуального многоборья отбиралось 24 спортсмена с наивысшими результатами, а в финалы отдельных упражнений по 8 спортсменов, причём в финале личных дисциплин страна не могла быть представлена более, чем 2 спортсменами. В командном многоборье в квалификации на каждом снаряде выступали по 4 спортсмена, а в зачёт шли три лучших результата. В финале командных соревнований на каждом снаряде выступало по три спортсмена и все три результата шли в зачёт.
Мужчины
| Соревнование              | Спортсмены                                                              | Квалификация | Квалификация | Финал   | Финал |
| Соревнование              | Спортсмены                                                              | Баллы        | Место        | Баллы   | Место |
| ------------------------- | ----------------------------------------------------------------------- | ------------ | ------------ | ------- | ----- |
| Командное многоборье      | Филипп Бой Себастьян Криммер Марсель Нгуен Андреас Тоба Фабиан Хамбюхен | 270,888      | 4            | 268,019 | 7     |
| Индивидуальное многоборье |                                                                         |              |              |         |       |
| Вольные упражнения        |                                                                         |              |              |         |       |
| Конь                      |                                                                         |              |              |         |       |
| Кольца                    |                                                                         |              |              |         |       |
| Опорный прыжок            |                                                                         |              |              |         |       |
| Параллельные брусья       |                                                                         |              |              |         |       |
| Перекладина               |                                                                         |              |              |         |       |

Женщины
| Соревнование          | Спортсмен | Вольные упражнения | Вольные упражнения | Бревно | Бревно | Брусья | Брусья | Опорный прыжок | Опорный прыжок | Абсолютное первенство | Абсолютное первенство |
| Соревнование          | Спортсмен | Очки               | Место              | Очки   | Место  | Очки   | Место  | Очки           | Место          | Очки                  | Место                 |
| --------------------- | --------- | ------------------ | ------------------ | ------ | ------ | ------ | ------ | -------------- | -------------- | --------------------- | --------------------- |
| абсолютное первенство |           |                    |                    |        |        |        |        |                |                |                       |                       |
|                       |           |                    |                    |        |        |        |        |                |                |                       |                       |
|                       |           |                    |                    |        |        |        |        |                |                |                       |                       |
|                       |           |                    |                    |        |        |        |        |                |                |                       |                       |
|                       |           |                    |                    |        |        |        |        |                |                |                       |                       |
| командное первенство  |           |                    |                    |        |        |        |        |                |                |                       |                       |

#### Художественная гимнастика
Женщины
| Соревнование              | Спортсменки | Квалификация | Квалификация | Финал | Финал |
| Соревнование              | Спортсменки | Очки         | Место        | Очки  | Место |
| ------------------------- | ----------- | ------------ | ------------ | ----- | ----- |
| индивидуальное многоборье |             |              |              |       |       |
| групповое многоборье      |             |              |              |       |       |

#### Прыжки на батуте
Мужчины
| Соревнование      | Спортсмены | Квалификация | Квалификация | Финал | Финал |
| Соревнование      | Спортсмены | Очки         | Место        | Очки  | Место |
| ----------------- | ---------- | ------------ | ------------ | ----- | ----- |
| личное первенство |            |              |              |       |       |

Женщины
| Соревнование      | Спортсмены | Квалификация | Квалификация | Финал | Финал |
| Соревнование      | Спортсмены | Очки         | Место        | Очки  | Место |
| ----------------- | ---------- | ------------ | ------------ | ----- | ----- |
| личное первенство |            |              |              |       |       |

### Гребля на байдарках и каноэ
Спортсменов —

#### Гребля на гладкой воде
Мужчины
| Соревнование | Спортсмены | Предварительный этап | Предварительный этап | Полуфиналы | Полуфиналы | Финал | Финал |
| Соревнование | Спортсмены | Время                | Место                | Время      | Место      | Время | Место |
| ------------ | ---------- | -------------------- | -------------------- | ---------- | ---------- | ----- | ----- |
| Б-1, 200 м   |            |                      |                      |            |            |       |       |
| Б-1, 1000 м  |            |                      |                      |            |            |       |       |
| Б-2, 200 м   |            |                      |                      |            |            |       |       |
| Б-2, 1000 м  |            |                      |                      |            |            |       |       |
| Б-4, 1000 м  |            |                      |                      |            |            |       |       |
| К-1, 1000 м  |            |                      |                      |            |            |       |       |
| К-2, 1000 м  |            |                      |                      |            |            |       |       |

Женщины
| Соревнование | Спортсмены | Предварительный этап | Предварительный этап | Полуфиналы | Полуфиналы | Финал | Финал |
| Соревнование | Спортсмены | Время                | Место                | Время      | Место      | Время | Место |
| ------------ | ---------- | -------------------- | -------------------- | ---------- | ---------- | ----- | ----- |
| Б-1, 200 м   |            |                      |                      |            |            |       |       |
| Б-1, 500 м   |            |                      |                      |            |            |       |       |
| Б-2, 500 м   |            |                      |                      |            |            |       |       |
| Б-4, 500 м   |            |                      |                      |            |            |       |       |

#### Гребной слалом
Мужчины
| Соревнование | Спортсмены       | Предварительный этап | Предварительный этап | Предварительный этап | Предварительный этап | Предварительный этап | Предварительный этап | Предварительный этап | Полуфинал | Полуфинал | Полуфинал | Полуфинал | Финал | Финал | Финал | Финал |
| Соревнование | Спортсмены       | 1 попытка            | 1 попытка            | 1 попытка            | 2 попытка            | 2 попытка            | 2 попытка            | Место                | Полуфинал | Полуфинал | Полуфинал | Полуфинал | Финал | Финал | Финал | Финал |
| Соревнование | Спортсмены       | Время                | Штраф                | Итог                 | Время                | Штраф                | Итог                 | Место                | Время     | Штраф     | Итог      | Место     | Время | Штраф | Итог  | Место |
| ------------ | ---------------- | -------------------- | -------------------- | -------------------- | -------------------- | -------------------- | -------------------- | -------------------- | --------- | --------- | --------- | --------- | ----- | ----- | ----- | ----- |
| Б-1          |                  |                      |                      |                      |                      |                      |                      |                      |           |           |           |           |       |       |       |       |
| К-1          | Сидерис Тасиадис | 92,12                | 4                    | 96,12                | 90,83                | 2                    | 92,83                | 4                    | 98,94     | 0         | 98,94     | 1         | 98,09 | 0     | 98,09 |       |
| К-2          |                  |                      |                      |                      |                      |                      |                      |                      |           |           |           |           |       |       |       |       |

Женщины
| Соревнование | Спортсмены | Предварительный этап | Предварительный этап | Полуфиналы | Полуфиналы | Финал | Финал |
| Соревнование | Спортсмены | Время                | Место                | Время      | Место      | Время | Место |
| ------------ | ---------- | -------------------- | -------------------- | ---------- | ---------- | ----- | ----- |
| Б-1          |            |                      |                      |            |            |       |       |

### Дзюдо
Спортсменов — 11
Соревнования по дзюдо проводились по системе на выбывание. Утешительные встречи проводились между спортсменами, потерпевшими поражение в четвертьфинале турнира. Победители утешительных встреч встречались в схватке за 3-е место со спортсменами, проигравшими в полуфинале в противоположной половине турнирной сетки.
Мужчины
| Категория    | Спортсмены        | 1/32 финала                          | 1/16 финала          | 1/8 финала           | Четвертьфинал        | Полуфинал            | Финал                | Место |
| Категория    | Спортсмены        | Соперник Результат                   | Соперник Результат   | Соперник Результат   | Соперник Результат   | Соперник Результат   | Соперник Результат   | Место |
| ------------ | ----------------- | ------------------------------------ | -------------------- | -------------------- | -------------------- | -------------------- | -------------------- | ----- |
| до 60 кг     | Тобиас Энгльмайер | Ованес Давтян (ARM) пор. 0002 — 1011 | Завершил выступление | Завершил выступление | Завершил выступление | Завершил выступление | Завершил выступление | 33    |
| до 73 кг     |                   | Не участвовал                        |                      |                      |                      |                      |                      |       |
| до 81 кг     |                   | Не участвовал                        |                      |                      |                      |                      |                      |       |
| до 90 кг     |                   |                                      |                      |                      |                      |                      |                      |       |
| до 100 кг    |                   |                                      |                      |                      |                      |                      |                      |       |
| свыше 100 кг |                   |                                      |                      |                      |                      |                      |                      |       |

Женщины
| Категория | Спортсмены | 1/16 финала        | 1/8 финала         | Четвертьфинал      | Полуфинал          | Финал              | Место |
| Категория | Спортсмены | Соперник Результат | Соперник Результат | Соперник Результат | Соперник Результат | Соперник Результат | Место |
| --------- | ---------- | ------------------ | ------------------ | ------------------ | ------------------ | ------------------ | ----- |
| до 52 кг  |            | Не участвовала     |                    |                    |                    |                    |       |
| до 57 кг  |            | Не участвовала     |                    |                    |                    |                    |       |
| до 63 кг  |            | Не участвовала     |                    |                    |                    |                    |       |
| до 70 кг  |            |                    |                    |                    |                    |                    |       |
| до 78 кг  |            | Не участвовала     |                    |                    |                    |                    |       |

### Конный спорт

#### Выездка
| Соревнование              | Спортсмены | Большой Приз | Большой Приз | Переездка Большого Приза | Переездка Большого Приза | КЮР Большого Приза | КЮР Большого Приза | Всего     | Всего |
| Соревнование              | Спортсмены | Результат    | Место        | Результат                | Место                    | Результат          | Место              | Результат | Место |
| ------------------------- | ---------- | ------------ | ------------ | ------------------------ | ------------------------ | ------------------ | ------------------ | --------- | ----- |
| Индивидуальное первенство |            |              |              |                          |                          |                    |                    |           |       |
|                           |            |              |              |                          |                          |                    |                    |           |       |
|                           |            |              |              |                          |                          |                    |                    |           |       |
|                           |            |              |              |                          |                          |                    |                    |           |       |
| командное первенство      |            |              |              |                          |                          |                    |                    |           |       |

#### Троеборье
| Соревнование              | Спортсмены | Манежная езда | Манежная езда | Кросс     | Кросс | Конкур    | Конкур | Финальный конкур | Финальный конкур | Всего     | Всего |
| Соревнование              | Спортсмены | Результат     | Место         | Результат | Место | Результат | Место  | Результат        | Место            | Результат | Место |
| ------------------------- | ---------- | ------------- | ------------- | --------- | ----- | --------- | ------ | ---------------- | ---------------- | --------- | ----- |
| индивидуальное первенство |            |               |               |           |       |           |        |                  |                  |           |       |
|                           |            |               |               |           |       |           |        |                  |                  |           |       |
|                           |            |               |               |           |       |           |        |                  |                  |           |       |
|                           |            |               |               |           |       |           |        |                  |                  |           |       |
|                           |            |               |               |           |       |           |        |                  |                  |           |       |
| командное первенство      |            |               |               |           |       |           |        |                  |                  |           |       |

#### Конкур
В каждом из раундов спортсменам необходимо было пройти дистанцию с разным количеством препятствий и разным лимитом времени. За каждое сбитое препятствие спортсмену начислялось 4 штрафных балла, за превышение лимита времени 1 штрафное очко (за каждые 5 секунд). В финал личного первенства могло пройти только три спортсмена от одной страны. В зачёт командных соревнований шли три лучших результата, показанные спортсменами во время личного первенства.
| Соревнование              | Спортсмены                                                                | Квалификация | Квалификация | Квалификация         | Квалификация         | Квалификация         | Квалификация          | Квалификация          | Квалификация         | Финал                 | Финал                 | Финал                 | Финал                 | Финал |
| Соревнование              | Спортсмены                                                                | 1 раунд      | 1 раунд      | 2 раунд              | Всего                | Всего                | 3 раунд               | Всего                 | Всего                | Финал A               | Финал A               | Финал B               | Всего                 | Всего |
| Соревнование              | Спортсмены                                                                | Штраф        | Место        | Штраф                | Штраф                | Место                | Штраф                 | Штраф                 | Место                | Штраф                 | Место                 | Штраф                 | Штраф                 | Место |
| ------------------------- | ------------------------------------------------------------------------- | ------------ | ------------ | -------------------- | -------------------- | -------------------- | --------------------- | --------------------- | -------------------- | --------------------- | --------------------- | --------------------- | --------------------- | ----- |
| Индивидуальное первенство | Маркус Энинг на Plot Blue                                                 | 1            | 33           | 4                    | 5                    | 27                   | 0                     | 5                     | 7 (Q)                | 0                     | 1                     | 9                     | 9                     | 12    |
| Индивидуальное первенство | Мередит Михаэльс-Бербаум на Bella Donna                                   | 0            | 1            | 8                    | 8                    | 31                   | 1                     | 9                     | 22                   | 8                     | 23                    | Завершила выступление | Завершила выступление | 23    |
| Индивидуальное первенство | Янне Фридерик Майер на Lambrasco                                          | 0            | 1            | 4                    | 4                    | 17                   | 17                    | 21                    | 41                   | Завершила выступление | Завершила выступление | Завершила выступление | Завершила выступление | 41    |
| Индивидуальное первенство | Кристиан Альман на Codex One                                              | 15           | 69           | Завершил выступление | Завершил выступление | Завершил выступление | Завершил выступление  | Завершил выступление  | Завершил выступление | Завершил выступление  | Завершил выступление  | Завершил выступление  | Завершил выступление  | 69    |
| Командное первенство      | Маркус Энинг Мередит Михаэльс-Бербаум Янне Фридерик Майер Кристиан Альман |              |              | 4 8 4                | 12                   | 10                   | Завершили выступление | Завершили выступление |                      |                       |                       |                       |                       | 10    |

### Лёгкая атлетика
Спортсменов —
Мужчины
| Дисциплина      | Спортсмен      | Предварительный раунд | Предварительный раунд | Четвертьфиналы | Четвертьфиналы | Полуфиналы | Полуфиналы | Финал     | Финал |
| Дисциплина      | Спортсмен      | Результат             | Место                 | Результат      | Место          | Результат  | Место      | Результат | Место |
| --------------- | -------------- | --------------------- | --------------------- | -------------- | -------------- | ---------- | ---------- | --------- | ----- |
| 100 м           |                |                       |                       |                |                |            |            |           |       |
| 200 м           |                |                       |                       |                |                |            |            |           |       |
| 400 м           |                |                       |                       |                |                |            |            |           |       |
| 800 м           |                |                       |                       |                |                |            |            |           |       |
| 1500 м          |                |                       |                       |                |                |            |            |           |       |
| 110 м с/б       |                |                       |                       |                |                |            |            |           |       |
|                 |                |                       |                       |                |                |            |            |           |       |
|                 |                |                       |                       |                |                |            |            |           |       |
| 400 м с/б       |                |                       |                       |                |                |            |            |           |       |
| 3 000 м с/п     |                |                       |                       |                |                |            |            |           |       |
| марафон         |                |                       |                       |                |                |            |            |           |       |
| ходьба на 20 км |                |                       |                       |                |                |            |            |           |       |
|                 |                |                       |                       |                |                |            |            |           |       |
| ходьба на 50 км |                |                       |                       |                |                |            |            |           |       |
|                 |                |                       |                       |                |                |            |            |           |       |
|                 |                |                       |                       |                |                |            |            |           |       |
| прыжки в длину  |                |                       |                       |                |                |            |            |           |       |
| прыжки в высоту |                |                       |                       |                |                |            |            |           |       |
|                 |                |                       |                       |                |                |            |            |           |       |
| прыжки с шестом |                |                       |                       |                |                |            |            |           |       |
|                 |                |                       |                       |                |                |            |            |           |       |
|                 |                |                       |                       |                |                |            |            |           |       |
| толкание ядра   |                |                       |                       |                |                |            |            |           |       |
|                 |                |                       |                       |                |                |            |            |           |       |
|                 |                |                       |                       |                |                |            |            |           |       |
| метание диска   | Роберт Хартинг | 66,22                 | 2                     |                |                |            |            | 68,27     | 1     |
| метание диска   |                |                       |                       |                |                |            |            |           |       |
| метание диска   |                |                       |                       |                |                |            |            |           |       |
| метание копья   |                |                       |                       |                |                |            |            |           |       |
|                 |                |                       |                       |                |                |            |            |           |       |
|                 |                |                       |                       |                |                |            |            |           |       |
| метание молота  |                |                       |                       |                |                |            |            |           |       |
| десятиборье     |                |                       |                       |                |                |            |            |           |       |
|                 |                |                       |                       |                |                |            |            |           |       |
|                 |                |                       |                       |                |                |            |            |           |       |

Женщины
| Дисциплина      | Спортсмен | Предварительный раунд | Предварительный раунд | Четвертьфиналы | Четвертьфиналы | Полуфиналы | Полуфиналы | Финал     | Финал |
| Дисциплина      | Спортсмен | Результат             | Место                 | Результат      | Место          | Результат  | Место      | Результат | Место |
| --------------- | --------- | --------------------- | --------------------- | -------------- | -------------- | ---------- | ---------- | --------- | ----- |
| 100 м           |           |                       |                       |                |                |            |            |           |       |
| 200 м           |           |                       |                       |                |                |            |            |           |       |
| 400 м           |           |                       |                       |                |                |            |            |           |       |
| 800 м           |           |                       |                       |                |                |            |            |           |       |
| 1 500 м         |           |                       |                       |                |                |            |            |           |       |
| 5 000 м         |           |                       |                       |                |                |            |            |           |       |
| 10 000 м        |           |                       |                       |                |                |            |            |           |       |
| 100 м с/б       |           |                       |                       |                |                |            |            |           |       |
| 3 000 м с/п     |           |                       |                       |                |                |            |            |           |       |
| марафон         |           |                       |                       |                |                |            |            |           |       |
|                 |           |                       |                       |                |                |            |            |           |       |
|                 |           |                       |                       |                |                |            |            |           |       |
| ходьба на 20 км |           |                       |                       |                |                |            |            |           |       |
|                 |           |                       |                       |                |                |            |            |           |       |
| прыжки в длину  |           |                       |                       |                |                |            |            |           |       |
|                 |           |                       |                       |                |                |            |            |           |       |
| тройной прыжок  |           |                       |                       |                |                |            |            |           |       |
| прыжки в высоту |           |                       |                       |                |                |            |            |           |       |
| прыжки с шестом |           |                       |                       |                |                |            |            |           |       |
|                 |           |                       |                       |                |                |            |            |           |       |
|                 |           |                       |                       |                |                |            |            |           |       |
| толкание ядра   |           |                       |                       |                |                |            |            |           |       |
|                 |           |                       |                       |                |                |            |            |           |       |
| метание диска   |           |                       |                       |                |                |            |            |           |       |
| метание копья   |           |                       |                       |                |                |            |            |           |       |
|                 |           |                       |                       |                |                |            |            |           |       |
| метание молота  |           |                       |                       |                |                |            |            |           |       |
|                 |           |                       |                       |                |                |            |            |           |       |
| семиборье       |           |                       |                       |                |                |            |            |           |       |
|                 |           |                       |                       |                |                |            |            |           |       |
|                 |           |                       |                       |                |                |            |            |           |       |

### Настольный теннис
Спортсменов — 6
Соревнования по настольному теннису проходили по системе плей-офф. Каждый матч продолжался до тех пор, пока один из теннисистов не выигрывал 4 партии. Сильнейшие 16 спортсменов начинали соревнования с третьего раунда, следующие 16 по рейтингу стартовали со второго раунда.
Мужчины
| Соревнование     | Спортсмены          | Квалификация       | Первый раунд       | Второй раунд       | Третий раунд                  | 1/8 финала                   | Четвертьфинал                 | Полуфинал                  | Финал                           | Место |
| Соревнование     | Спортсмены          | Соперник Результат | Соперник Результат | Соперник Результат | Соперник Результат            | Соперник Результат           | Соперник Результат            | Соперник Результат         | Соперник Результат              | Место |
| ---------------- | ------------------- | ------------------ | ------------------ | ------------------ | ----------------------------- | ---------------------------- | ----------------------------- | -------------------------- | ------------------------------- | ----- |
| Одиночный разряд | Дмитрий Овчаров (8) | Не участвовал      | Не участвовал      | Не участвовал      | П. Дринкхолл (GBR) (46) В 4:0 | Чэнь Вэйсин (AUT) (18) В 4:0 | Микаэль Мэйс (DEN) (13) В 4:3 | Чжан Цзикэ (CHN) (1) П 1:4 | за 3-е место                    | 3     |
| Одиночный разряд | Дмитрий Овчаров (8) | Не участвовал      | Не участвовал      | Не участвовал      | П. Дринкхолл (GBR) (46) В 4:0 | Чэнь Вэйсин (AUT) (18) В 4:0 | Микаэль Мэйс (DEN) (13) В 4:3 | Чжан Цзикэ (CHN) (1) П 1:4 | Чжуан Цзиньюань (TPE) (5) В 4:2 | 3     |
| Одиночный разряд | Тимо Болль (4)      | Не участвовал      | Не участвовал      | Не участвовал      | Н. Аламьян (IRI) (32) В 4:0   | А. Кришан (ROU) (15) П 1:4   | Завершил выступление          | Завершил выступление       | Завершил выступление            | 9     |

Женщины
Одиночный разряд
| Соревнование         | Спортсмены | Предварительный раунд | Первый раунд       | Второй раунд       | Третий раунд       | Четвёртый раунд    | Четвертьфинал      | Полуфинал          | Финал              |
| Соревнование         | Спортсмены | Соперник Результат    | Соперник Результат | Соперник Результат | Соперник Результат | Соперник Результат | Соперник Результат | Соперник Результат | Соперник Результат |
| -------------------- | ---------- | --------------------- | ------------------ | ------------------ | ------------------ | ------------------ | ------------------ | ------------------ | ------------------ |
| Одиночный разряд     |            |                       |                    |                    |                    |                    |                    |                    |                    |
| Цзядо У              |            |                       |                    |                    |                    |                    |                    |                    |                    |
| Кристин Зильберайзен |            |                       |                    |                    |                    |                    |                    |                    |                    |

### Парусный спорт
Спортсменов — 12
Соревнования по парусному спорту в каждом из классов состояли из 10 гонок, за исключением класса 49er, где проводилось 15 заездов. В каждой гонке спортсмены стартовали одновременно. Победителем каждой из гонок становился экипаж, первым пересекший финишную черту. Количество очков, идущих в общий зачёт, соответствовало занятому командой месту. 10 лучших экипажей по результатам 10 гонок попадали в медальную гонку, результаты которой также шли в общий зачёт. В медальной гонке, очки, полученные экипажем удваивались. В случае если участник соревнований не смог завершить гонку ему начислялось количество очков, равное количеству участников плюс один. При итоговом подсчёте очков не учитывался худший результат, показанный экипажем в одной из гонок. Сборная, набравшая наименьшее количество очков, становится олимпийским чемпионом.
Мужчины
| Класс    | Спортсмены     | Гонка | Гонка | Гонка | Гонка | Гонка | Гонка | Гонка | Гонка | Гонка | Гонка | Гонка | Очки | Место |
| Класс    | Спортсмены     | 1     | 2     | 3     | 4     | 5     | 6     | 7     | 8     | 9     | 10    | M     | Очки | Место |
| -------- | -------------- | ----- | ----- | ----- | ----- | ----- | ----- | ----- | ----- | ----- | ----- | ----- | ---- | ----- |
| RS:X     | Тони Вильхельм | 3     | 3     | 4     | 9     | 2     | 5     | 6     | 1     | 15    | 13    | 18    | 64   | 4     |
| 470      |                |       |       |       |       |       |       |       |       |       |       |       |      |       |
| Лазер    |                |       |       |       |       |       |       |       |       |       |       |       |      |       |
| Звёздный |                |       |       |       |       |       |       |       |       |       |       |       |      |       |

Женщины
| Класс        | Спортсмены | Гонка | Гонка | Гонка | Гонка | Гонка | Гонка | Гонка | Гонка | Гонка | Гонка | Гонка | Очки | Место |
| Класс        | Спортсмены | 1     | 2     | 3     | 4     | 5     | 6     | 7     | 8     | 9     | 10    | M     | Очки | Место |
| ------------ | ---------- | ----- | ----- | ----- | ----- | ----- | ----- | ----- | ----- | ----- | ----- | ----- | ---- | ----- |
| RS:X         |            |       |       |       |       |       |       |       |       |       |       |       |      |       |
| 470          |            |       |       |       |       |       |       |       |       |       |       |       |      |       |
| Лазер Радиал |            |       |       |       |       |       |       |       |       |       |       |       |      |       |

Открытый класс
| Класс | Спортсмены | Гонка | Гонка | Гонка | Гонка | Гонка | Гонка | Гонка | Гонка | Гонка | Гонка | Гонка | Гонка | Гонка | Гонка | Гонка | Гонка | Очки | Место |
| Класс | Спортсмены | 1     | 2     | 3     | 4     | 5     | 6     | 7     | 8     | 9     | 10    | 11    | 12    | 13    | 14    | 15    | M     | Очки | Место |
| ----- | ---------- | ----- | ----- | ----- | ----- | ----- | ----- | ----- | ----- | ----- | ----- | ----- | ----- | ----- | ----- | ----- | ----- | ---- | ----- |
| 49er  |            |       |       |       |       |       |       |       |       |       |       |       |       |       |       |       |       |      |       |

Использованы следующие сокращения:
- M — медальная гонка

### Современное пятиборье
Спортсменов — 3
Современное пятиборье включает в себя: стрельбу, плавание, фехтование, верховую езду и бег. Впервые в истории соревнования по современному пятиборью проводились в новом формате. Бег и стрельба были объединены в один вид — комбайн. В комбайне спортсмены стартовали с гандикапом, набранным за предыдущие три дисциплины (4 очка = 1 секунда). Олимпийским чемпионом становится спортсмен, который пересекает финишную линию первым.
Мужчины
| Соревнование              | Спортсмены       | Фехтование | Фехтование | Фехтование | Плавание | Плавание | Плавание | Верховая езда | Верховая езда | Верховая езда | Комбайн  | Комбайн | Комбайн | Всего     | Всего |
| Соревнование              | Спортсмены       | Побед      | Очки       | Место      | Время    | Очки     | Место    | Штраф         | Очки          | Место         | Время    | Очки    | Место   | Результат | Место |
| ------------------------- | ---------------- | ---------- | ---------- | ---------- | -------- | -------- | -------- | ------------- | ------------- | ------------- | -------- | ------- | ------- | --------- | ----- |
| Индивидуальное первенство | Штеффен Гебхардт | 20         | 868        | 9          | 2:07,08  | 1276     | 22       | 40            | 1160          | 8             | 10:37,16 | 2452    | 8       | 5756      | 5     |
| Индивидуальное первенство | Штефан Кёлльнер  | 16         | 784        | 20         | 2:11,71  | 1220     | 31       | 80            | 1120          | 18            | 10:59,16 | 2364    | 21      | 5488      | 26    |

Женщины
| Соревнование      | Спортсмены | Фехтование | Фехтование | Фехтование | Плавание  | Плавание | Плавание | Верховая езда | Верховая езда | Верховая езда | Комбайн   | Комбайн | Комбайн | Всего     | Всего |
| Соревнование      | Спортсмены | Уколы      | Очки       | Место      | Результат | Очки     | Место    | Результат     | Очки          | Место         | Результат | Очки    | Место   | Результат | Место |
| ----------------- | ---------- | ---------- | ---------- | ---------- | --------- | -------- | -------- | ------------- | ------------- | ------------- | --------- | ------- | ------- | --------- | ----- |
| личное первенство |            |            |            |            |           |          |          |               |               |               |           |         |         |           |       |
| Лена Шёнеборн     |            |            |            |            |           |          |          |               |               |               |           |         |         |           |       |

### Стрельба
Спортсменов — 17
По итогам квалификации 6 или 8 лучших спортсменов (в зависимости от дисциплины), набравшие наибольшее количество очков, проходили в финал. Победителем соревнований становился стрелок, набравший наибольшую сумму очков по итогам квалификации и финала. В пулевой стрельбе в финале количество очков за попадание в каждой из попыток измерялось с точностью до десятой.
Мужчины
| Соревнование                          | Спортсмены        | Квалификация | Квалификация | Финал                | Всего                | Всего                |
| Соревнование                          | Спортсмены        | Результат    | Место        | Финал                | Результат            | Место                |
| ------------------------------------- | ----------------- | ------------ | ------------ | -------------------- | -------------------- | -------------------- |
| Пневматическая винтовка, 10 метров    |                   |              |              |                      |                      |                      |
| Винтовка лёжа, 50 метров              |                   |              |              |                      |                      |                      |
|                                       |                   |              |              |                      |                      |                      |
| Винтовка из трёх положений, 50 метров | Майк Экхардт      | 1163         | 21           | Завершил выступление | Завершил выступление | Завершил выступление |
| Винтовка из трёх положений, 50 метров | Даниэль Бродмайер | 1156         | 32           | Завершил выступление | Завершил выступление | Завершил выступление |
| Пневматический пистолет, 10 метров    |                   |              |              |                      |                      |                      |
| Скоростной пистолет, 25 метров        |                   |              |              |                      |                      |                      |
|                                       |                   |              |              |                      |                      |                      |
| трап                                  |                   |              |              |                      |                      |                      |
| скит                                  |                   |              |              |                      |                      |                      |

Женщины
| Соревнование                       | Спортсмены               | Квалификация | Квалификация | Финал                 | Всего                 | Всего                 |
| Соревнование                       | Спортсмены               | Результат    | Место        | Финал                 | Результат             | Место                 |
| ---------------------------------- | ------------------------ | ------------ | ------------ | --------------------- | --------------------- | --------------------- |
| винтовка с трёх позиций, 50 метров |                          |              |              |                       |                       |                       |
|                                    |                          |              |              |                       |                       |                       |
| пневматическая винтовка, 10 метров |                          |              |              |                       |                       |                       |
|                                    |                          |              |              |                       |                       |                       |
| пневматический пистолет, 10 метров | Клаудия Вердиккио-Краузе | 380          | 20           | Завершила выступление | Завершила выступление | Завершила выступление |
| пистолет, 25 метров                | Клаудия Вердиккио-Краузе | 578          | 26           | Завершила выступление | Завершила выступление | Завершила выступление |
| трап                               |                          |              |              |                       |                       |                       |
| скит                               |                          |              |              |                       |                       |                       |

### Стрельба из лука
Спортсменов — 1
Женщины
| Соревнование              | Спортсмены   | Квалификация | Квалификация | 1/32 финала        | 1/16 финала        | 1/8 финала         | Четвертьфинал      | Полуфинал          | Финал              |
| Соревнование              | Спортсмены   | Результат    | Место        | Соперник Результат | Соперник Результат | Соперник Результат | Соперник Результат | Соперник Результат | Соперник Результат |
| ------------------------- | ------------ | ------------ | ------------ | ------------------ | ------------------ | ------------------ | ------------------ | ------------------ | ------------------ |
| Индивидуальное первенство | Елена Рихтер |              |              |                    |                    |                    |                    |                    |                    |

### Триатлон
Спортсменов — 1
Женщины
| Соревнование      | Спортсмен   | Плавание | Велоспорт | Бег | Итоговое время | Место | Отставание |
| ----------------- | ----------- | -------- | --------- | --- | -------------- | ----- | ---------- |
| личное первенство | Аня Диттмер |          |           |     |                |       |            |

### Тхэквондо
Спортсменов — 2
Женщины
| Соревнование | Спортсмен    | Турнир       | 1/8 финала         | Четвертьфинал      | Полуфинал          | Финал              |
| Соревнование | Спортсмен    | Турнир       | Соперник Результат | Соперник Результат | Соперник Результат | Соперник Результат |
| ------------ | ------------ | ------------ | ------------------ | ------------------ | ------------------ | ------------------ |
| до 49 кг     | Зюмейе Манц  | За 1-е место |                    |                    |                    |                    |
| до 49 кг     | Зюмейе Манц  | За 3-е место |                    |                    |                    |                    |
| до 67 кг     | Хелена Фромм | За 1-е место |                    |                    |                    |                    |
| до 67 кг     | Хелена Фромм | За 3-е место |                    |                    |                    |                    |

### Тяжёлая атлетика
Спортсменов — 5
Мужчины
| Категория | Спортсмен | Вес | Рывок | Рывок | Рывок | Толчок | Толчок | Толчок | Всего | Место |
| Категория | Спортсмен | Вес | 1     | 2     | 3     | 1      | 2      | 3      | Всего | Место |
| --------- | --------- | --- | ----- | ----- | ----- | ------ | ------ | ------ | ----- | ----- |
|           |           |     |       |       |       |        |        |        |       |       |
|           |           |     |       |       |       |        |        |        |       |       |
|           |           |     |       |       |       |        |        |        |       |       |

Женщины
| Категория | Спортсмен | Вес | Рывок | Рывок | Рывок | Толчок | Толчок | Толчок | Всего | Место |
| Категория | Спортсмен | Вес | 1     | 2     | 3     | 1      | 2      | 3      | Всего | Место |
| --------- | --------- | --- | ----- | ----- | ----- | ------ | ------ | ------ | ----- | ----- |
|           |           |     |       |       |       |        |        |        |       |       |
|           |           |     |       |       |       |        |        |        |       |       |

### Фехтование
Спортсменов — 16
В индивидуальных соревнованиях спортсмены сражаются три раунда по три минуты, либо до того момента, как один из спортсменов нанесёт 15 уколов. В командных соревнованиях поединок идёт 9 раундов по 3 минуты каждый, либо до 45 уколов. Если по окончании времени в поединке зафиксирован ничейный результат, то назначается дополнительная минута до «золотого» укола.
Мужчины
| Соревнование          | Спортсмены  | 1/32 финала        | 1/16 финала                   | 1/8 финала                    | Четвертьфиналы                | Полуфиналы           | Финал матч за 3-е место | Место |
| Соревнование          | Спортсмены  | Соперник Результат | Соперник Результат            | Соперник Результат            | Соперник Результат            | Соперник Результат   | Соперник Результат      | Место |
| --------------------- | ----------- | ------------------ | ----------------------------- | ----------------------------- | ----------------------------- | -------------------- | ----------------------- | ----- |
| Индивидуальная шпага  | Йорг Фидлер |                    | Сорен Томпсон (USA) поб. 15:4 | Бас Вервейлен (NED) поб. 15:8 | Чон Джин Сон (KOR) пор. 11:15 | Завершил выступление | Завершил выступление    | 5     |
| Индивидуальная рапира |             |                    |                               |                               |                               |                      |                         |       |
|                       |             |                    |                               |                               |                               |                      |                         |       |
|                       |             |                    |                               |                               |                               |                      |                         |       |
| Командная рапира      |             |                    |                               |                               |                               |                      |                         |       |
| Индивидуальная сабля  |             |                    |                               |                               |                               |                      |                         |       |
|                       |             |                    |                               |                               |                               |                      |                         |       |
|                       |             |                    |                               |                               |                               |                      |                         |       |
| Командная сабля       |             |                    |                               |                               |                               |                      |                         |       |

Женщины
| Соревнование          | Спортсмены         | 1/32 финала                    | 1/16 финала           | 1/8 финала            | Четвертьфиналы        | Полуфиналы            | Матч за 3-е место     | Финал                 | Место |
| Соревнование          | Спортсмены         | Соперник Результат             | Соперник Результат    | Соперник Результат    | Соперник Результат    | Соперник Результат    | Соперник Результат    | Соперник Результат    | Место |
| --------------------- | ------------------ | ------------------------------ | --------------------- | --------------------- | --------------------- | --------------------- | --------------------- | --------------------- | ----- |
| Индивидуальная шпага  |                    |                                |                       |                       |                       |                       |                       |                       |       |
|                       |                    |                                |                       |                       |                       |                       |                       |                       |       |
|                       |                    |                                |                       |                       |                       |                       |                       |                       |       |
| Командная шпага       |                    |                                |                       |                       |                       |                       |                       |                       |       |
| Индивидуальная рапира |                    |                                |                       |                       |                       |                       |                       |                       |       |
| Индивидуальная сабля  | Александра Буждосо | Сабина Микина (AZE) пор. 13:16 | Завершила выступление | Завершила выступление | Завершила выступление | Завершила выступление | Завершила выступление | Завершила выступление | 20    |

### Хоккей на траве
Мужчины
Состав команды
| Мужская сборная Германии по хоккею на траве | Мужская сборная Германии по хоккею на траве | Мужская сборная Германии по хоккею на траве | Мужская сборная Германии по хоккею на траве | Мужская сборная Германии по хоккею на траве | Мужская сборная Германии по хоккею на траве |
| №                                           | Имя                                         | Дата рождения (возраст)                     | Клуб                                        | Игры                                        | Голы                                        |
| ------------------------------------------- | ------------------------------------------- | ------------------------------------------- | ------------------------------------------- | ------------------------------------------- | ------------------------------------------- |
| 21                                          | Макс Вайнхольд (GK)                         | 30 апреля 1982 (30 лет)                     | Рот-Вайс Кёльн                              | 7                                           | -14                                         |
| 4                                           | Максимилиан Мюллер                          | 11 июля 1987 (25 лет)                       | Нюрнберг                                    | 7                                           | 0                                           |
| 6                                           | Мартин Хенер                                | 27 августа 1988 (23 года)                   | Берлинер                                    | 7                                           | 0                                           |
| 7                                           | Оскар Декке                                 | 16 мая 1986 (26 лет)                        | Крефельдер                                  | 7                                           | 1                                           |
| 8                                           | Кристофер Уэсли                             | 23 июня 1987 (25 лет)                       | Нюрнберг                                    | 7                                           | 1                                           |
| 9                                           | Мориц Фюрсте                                | 28 октября 1984 (27 лет)                    | Гамбург                                     | 7                                           | 1                                           |
| 13                                          | Тобиас Хауке                                | 11 сентября 1987 (24 года)                  | Харвештеюдер                                | 7                                           | 0                                           |
| 14                                          | Ян-Филипп Рабенте                           | 3 июля 1987 (25 лет)                        | Уленхорст Мюльхайм                          | 7                                           | 2                                           |
| 15                                          | Беньямин Вес                                | 28 июля 1985 (27 лет)                       | Рот-Вайс Кёльн                              | 7                                           | 0                                           |
| 17                                          | Тимо Вес                                    | 2 июля 1982 (30 лет)                        | Рот-Вайс Кёльн                              | 7                                           | 1                                           |
| 18                                          | Оливер Корн                                 | 10 июня 1984 (28 лет)                       | Гамбург                                     | 7                                           | 1                                           |
| 19                                          | Кристофер Целлер                            | 14 сентября 1984 (27 лет)                   | Рот-Вайс Кёльн                              | 7                                           | 5                                           |
| 22                                          | Маттиас Виттхаус                            | 11 октября 1982 (29 лет)                    | Мангеймер                                   | 7                                           | 1                                           |
| 23                                          | Флориан Фукс                                | 10 ноября 1991 (20 лет)                     | Гамбург                                     | 7                                           | 6                                           |
| 25                                          | Филипп Целлер                               | 23 марта 1983 (29 лет)                      | Рот-Вайс Кёльн                              | 7                                           | 0                                           |
| 26                                          | Тило Стральковски                           | 2 мая 1987 (25 лет)                         | Уленхорст Мюльхайм                          | 7                                           | 1                                           |
| Главный тренер: Марко Вайзе                 |                                             |                                             |                                             |                                             |                                             |

Результаты
Группа B
| Место | Команда          | И | В | Н | П | ГЗ | ГП | +/- | Очки |
| ----- | ---------------- | - | - | - | - | -- | -- | --- | ---- |
| 1     | Нидерланды       | 5 | 5 | 0 | 0 | 18 | 7  | +11 | 15   |
| 2     | Германия         | 5 | 3 | 1 | 1 | 14 | 11 | +3  | 10   |
| 3     | Бельгия          | 5 | 2 | 1 | 2 | 8  | 7  | +1  | 7    |
| 4     | Республика Корея | 5 | 2 | 0 | 3 | 9  | 8  | +1  | 6    |
| 5     | Новая Зеландия   | 5 | 1 | 2 | 2 | 10 | 14 | −4  | 5    |
| 6     | Индия            | 5 | 0 | 0 | 5 | 6  | 18 | −12 | 0    |

| 30 июля 2012 21:15 (UTC+1)              | \| Германия \| 2:1 (1:1) Отчёт \| Бельгия \| \| Флориан Фукс 13' · Кристофер Целлер 45' \| Голы \| Жером Декейсер 4' \| | Лондон Ривербанк Арена Судья: Колин Хатчинсон Марсело Серветто |
| Германия                                | 2:1 (1:1) Отчёт | Бельгия                                                        |
| Флориан Фукс 13' · Кристофер Целлер 45' | Голы | Жером Декейсер 4'                                              |

| 1 августа 2012 21:15 (UTC+1) | \| Республика Корея \| 0:1 (0:1) Отчёт \| Германия \| \| \| Голы \| Кристофер Целлер 33' \| | Лондон Ривербанк Арена Судья: Дэвид Джентлс Натан Стагно |
| Республика Корея             | 0:1 (0:1) Отчёт                                                                             | Германия                                                 |
|                              | Голы                                                                                        | Кристофер Целлер 33'                                     |

| 3 августа 2012 13:45 (UTC+1)                                      | \| Германия \| 5:2 (4:1) Отчёт \| Индия \| \| Флориан Фукс 7', 16', 36' · Оливер Корн 24' · Кристофер Уэсли 34' \| Голы \| Рагхунат 13' · Тушар Кхандкер 62' \| | Лондон Ривербанк Арена Судья: Ким Хун Рэ Гэри Симмондс |
| Германия                                                          | 5:2 (4:1) Отчёт | Индия                                                  |
| Флориан Фукс 7', 16', 36' · Оливер Корн 24' · Кристофер Уэсли 34' | Голы | Рагхунат 13' · Тушар Кхандкер 62'                      |

| 5 августа 2012 16:00 (UTC+1)                                 | \| Нидерланды \| 3:1 (1:1) Отчёт \| Германия \| \| Боб де Вогд 14' · Тён де Нойер 36' · Минк ван дер Верден 41' \| Голы \| Кристофер Целлер 3' \| | Лондон Ривербанк Арена Судья: Дэвид Джентлс Джед Кьюран |
| Нидерланды                                                   | 3:1 (1:1) Отчёт | Германия                                                |
| Боб де Вогд 14' · Тён де Нойер 36' · Минк ван дер Верден 41' | Голы | Кристофер Целлер 3'                                     |

| 7 августа 2012 21:15 (UTC+1)                                                           | \| Германия \| 5:5 (2:4) Отчёт \| Новая Зеландия \| \| Оскар Декке 10' · Флориан Фукс 27' · Тило Стральковски 47' · Кристофер Целлер 51', 69' \| Голы \| Ник Уилсон 4' · Ричард Петерик 6' · Стивен Дженнесс 21' · Саймон Чайлд 30', 36' \| | Лондон Ривербанк Арена Судья: Дэвид Джентлс Хэмиш Джеймсон                      |
| Германия                                                                               | 5:5 (2:4) Отчёт | Новая Зеландия                                                                  |
| Оскар Декке 10' · Флориан Фукс 27' · Тило Стральковски 47' · Кристофер Целлер 51', 69' | Голы | Ник Уилсон 4' · Ричард Петерик 6' · Стивен Дженнесс 21' · Саймон Чайлд 30', 36' |

Полуфинал
| 9 августа 2012 15:30 (UTC+1)        | \| Австралия \| 2:4 (1:1) Отчёт \| Германия \| \| Киран Говерс 22' · Гленн Тёрнер 42' \| Голы \| Мориц Фюрсте 27' · Маттиас Виттхаус 54' · Тимо Вес 59' · Флориан Фукс 63' \| | Лондон Ривербанк Арена Судья: Гэри Симмондс Хэмиш Джеймсон                |
| Австралия                           | 2:4 (1:1) Отчёт | Германия                                                                  |
| Киран Говерс 22' · Гленн Тёрнер 42' | Голы | Мориц Фюрсте 27' · Маттиас Виттхаус 54' · Тимо Вес 59' · Флориан Фукс 63' |

Финал
| 11 августа 2012 20:00 (UTC+1) | \| Германия \| 2:1 (1:0) Отчёт \| Нидерланды \| \| Ян-Филипп Рабенте 33', 66' \| Голы \| Минк ван дер Верден 54' \| | Лондон Ривербанк Арена Судья: Дэвид Джентлз Джед Кьюрран |
| Германия                      | 2:1 (1:0) Отчёт | Нидерланды                                               |
| Ян-Филипп Рабенте 33', 66'    | Голы | Минк ван дер Верден 54'                                  |

Женщины
На игры квалифицировалась женская сборная Германии в составе 16 человек.
Состав команды
Результаты
Группа B
| Место | Команда        | И | В | Н | П | ГЗ | ГП | +/- | Очки |
| ----- | -------------- | - | - | - | - | -- | -- | --- | ---- |
| 1     | Аргентина      | 5 | 3 | 1 | 1 | 12 | 4  | +8  | 10   |
| 2     | Новая Зеландия | 5 | 3 | 1 | 1 | 9  | 5  | +4  | 10   |
| 3     | Австралия      | 5 | 3 | 1 | 1 | 5  | 2  | +3  | 10   |
| 4     | Германия       | 5 | 2 | 1 | 2 | 6  | 7  | −1  | 7    |
| 5     | ЮАР            | 5 | 1 | 0 | 4 | 9  | 14 | −5  | 3    |
| 6     | США            | 5 | 1 | 0 | 4 | 4  | 13 | −9  | 3    |